# Testul PISA

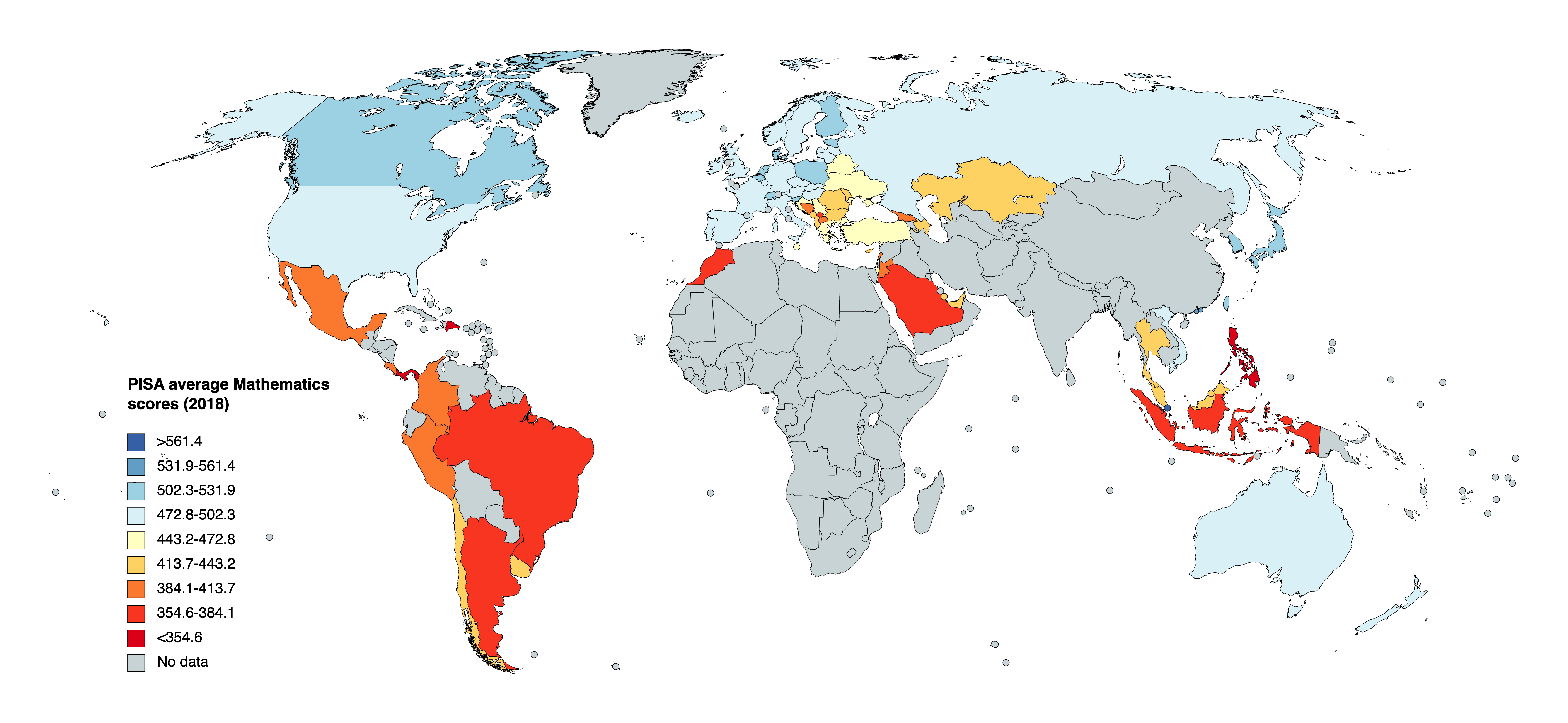
Harta globală în funcție de scorurile medii PISA la matematică, 2018

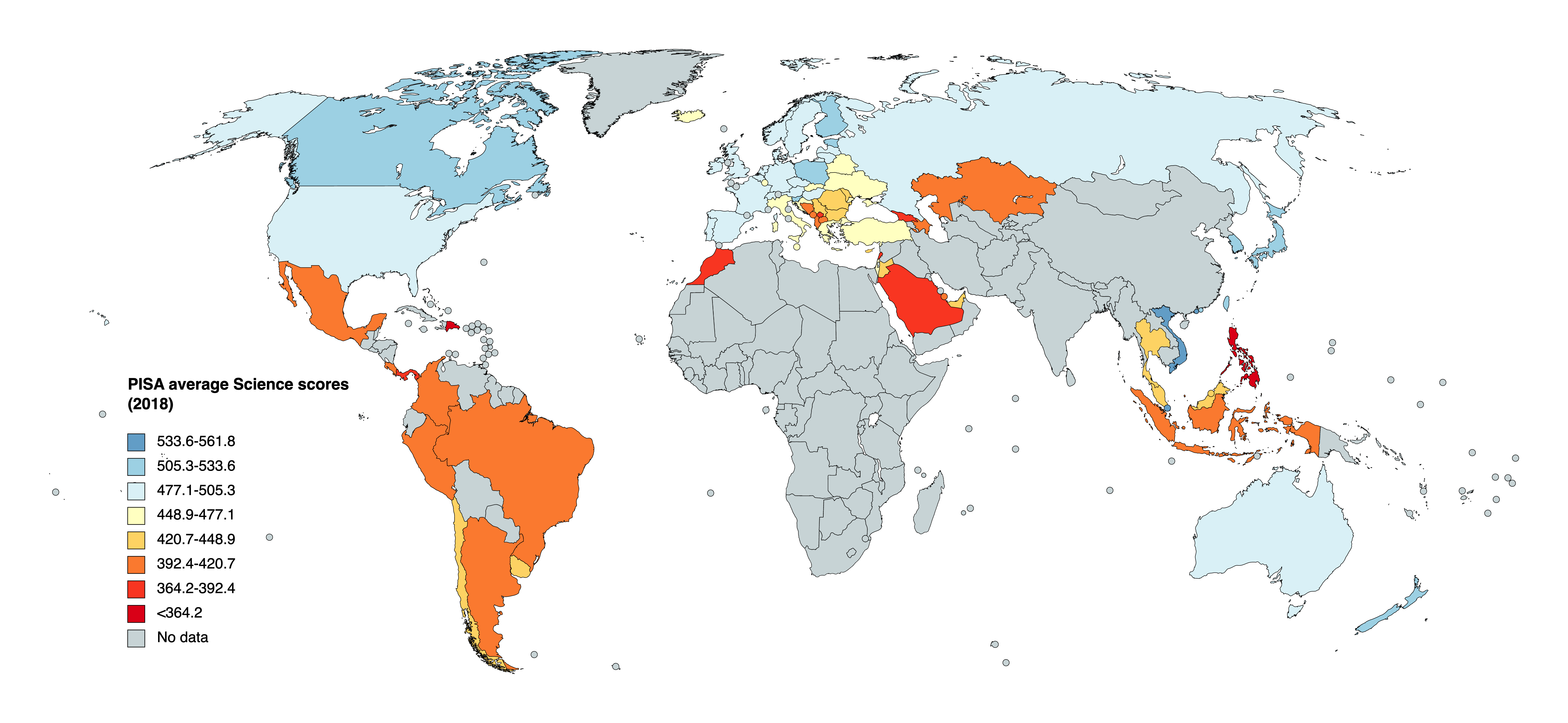
Harta globală în funcție de scorurile medii PISA la științe, 2018

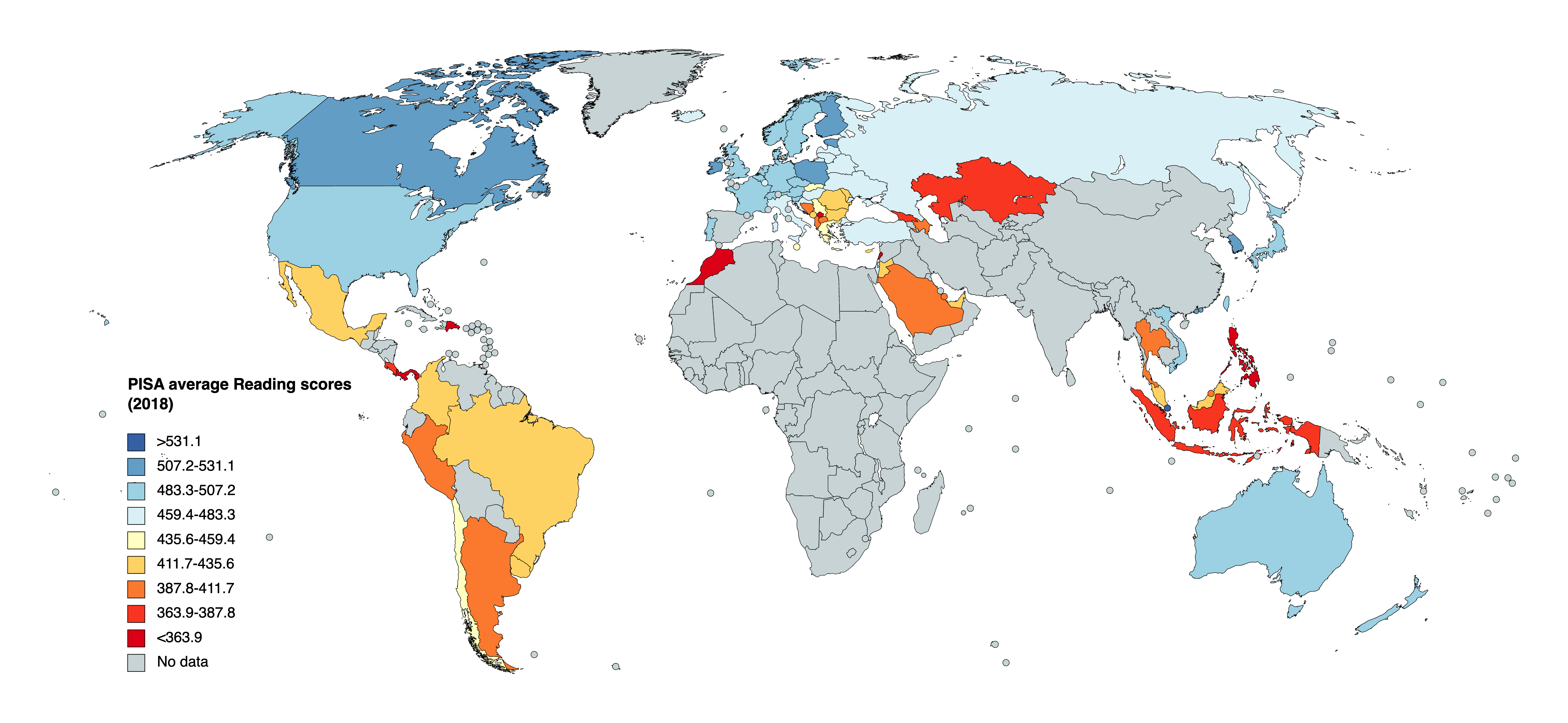
Harta globală în funcție de scorurile medii PISA la lectură, 2018

PISA - Programul pentru evaluarea internațională a elevilor (Programme for International Student Assessment) este cea mai amplă evaluare educațională la nivel internațional, un studiu comparativ inițiat de Organizația pentru Cooperare și Dezvoltare Economică (OCDE), cu scopul de a măsura competențele de bază ale elevilor de 15 ani în trei domenii principale: lectură, matematică și științe. Suplimentar, este evaluată competența elevilor într-un domeniu inovator: în studiul PISA 2022, acest domeniu a fost gândirea creativă. 
Evaluarea internațională standardizată are rolul de a măsura competențele de bază dobândite de elevi pe parcursul anilor de școală și capacitatea acestora de a transfera cunoștințele dobândite în situații de viață, pentru rezolvarea unor probleme reale și, de asemenea, de a colecta informații despre practicile educaționale din țările participante. Totodată, scopul PISA este și acela de a genera indicatori fideli, de înaltă calitate, ai rezultatelor sistemelor educaționale, care să permită comparații între țările participante, pentru a sprijini reformele necesare la nivelul acestor sisteme.
PISA evaluează elevii în vârstă de 15 ani care se află la finalul studiilor obligatorii în multe țări, analizând cât de bine sunt pregătiți aceștia pentru a face față provocărilor din societatea actuală. Pe lângă colectarea de date privind rezultatele elevilor, PISA include și colectarea de date contextuale, obținute prin completarea și analizarea mai multor chestionare. Posibilitatea de a analiza datele privind rezultatele școlare în raport cu contextele sociale și educaționale face ca datele PISA să fie de mare interes pentru guverne, mediu academic, societate civilă și alte părți interesate.
Publicate pentru prima dată în anul 2000, rezultatele studiului PISA au fost actualizate la fiecare trei ani, cu scopul de a furniza date comparabile pentru a permite țărilor să își îmbunătățească politicile și rezultatele educaționale, măsurând abilitatea de rezolvare a problemelor și cogniția. Cadența de trei ani a ciclurilor PISA a fost perturbată de pandemia globală de coronavirus care a afectat sistemele de învățământ din întreaga lume. Implementarea testului de teren PISA 2021 a fost afectată de primul val de întreruperi ale cursurilor școlare, iar incertitudinile privind momentul și modul în care acestea urmau să se redeschidă a determinat Consiliul de conducere al PISA să decidă amânarea cu un an a ciclurilor PISA 2021 și PISA 2024, ambele cicluri fiind redenumite PISA 2022 și, respectiv, PISA 2025.
Rezultatele colectării de date din 2022 au fost publicate în decembrie 2023. Aproximativ 690.000 de elevi au finalizat evaluarea în 2022, reprezentând aproximativ 29 de milioane de tineri de 15 ani din școlile din cele 81 de țări/economii participante. Sondajul PISA 2022 s-a concentrat pe matematică, testele de lectură și științe fiind domeniile secundare ale evaluării, iar gândirea creativă reprezentând domeniul inovator. PISA 2022 a inclus, de asemenea, o evaluare a cunoștințelor financiare de bază ale tinerilor, care a fost opțională pentru țările și economiile participante. PISA evaluează nu doar dacă elevii au acumulat cunoștințe, ci și dacă pot extrapola ceea ce au învățat și pot aplica cunoștințele lor în situații noi, acordând importanță controlării proceselor, înțelegerii conceptelor și capacității de a rezolva diverse tipuri de situații.

## Impact
PISA și evaluările internaționale similare standardizate ale nivelului de educație sunt din ce în ce mai utilizate în procesul de elaborare a politicilor educaționale atât la nivel național, cât și internațional.
Studiul PISA a fost conceput pentru a colecta într-un context mai larg informațiile furnizate de monitorizarea națională a performanței sistemului de învățământ prin evaluări periodice într-un cadru comun, agreat la nivel internațional. Prin investigarea relațiilor dintre nivelul de acumulare al elevilor și diverși factori educaționali, se pot stabili „perspective asupra surselor de variație a performanțelor în interiorul și între țări”.
Înainte de anii 1990, puține țări europene foloseau teste naționale. În anii 1990, zece țări/regiuni au introdus evaluarea standardizată, iar de la începutul anilor 2000, alte zece au urmat exemplul. În 2009, doar cinci sisteme de învățământ europene nu realizau evaluări naționale ale elevilor.
Impactul acestor evaluări internaționale standardizate în domeniul politicii educaționale a fost semnificativ, în ceea ce privește acumularea de date privind educația, schimbările în politica de evaluare și influența externă asupra politicii educaționale naționale în sens mai larg.

### Acumularea de date privind educația
Rezultatele evaluărilor internaționale standardizate sunt utilizate în cercetarea factorilor cauzali în cadrul sau între sistemele educaționale. Bazele de date generate de evaluările internaționale la scară largă au făcut posibilă realizarea de inventare și comparații ale sistemelor de învățământ la o scară fără precedent, pe teme care variază de la condițiile de învățare a matematicii și citirii până la autonomia instituțională și politicile de admitere. Acestea au permis elaborarea unor tipologii utilizate pentru analize statistice comparative ale indicatorilor de performanță în educație, identificând astfel consecințele diferitelor alegeri de politică și au generat noi cunoștințe despre educație: rezultatele PISA au provocat practicile educaționale profund înrădăcinate, cum ar fi îndrumarea timpurie a elevilor pe drumul lor profesional sau academic.
PISA oferă o referință comună care conectează cercetarea academică în domeniile educației și politicilor publice, funcționând ca un mediator între diferitele ramuri ale acestora. Cu toate acestea, deși concluziile cheie din evaluările comparative sunt împărtășite pe scară largă în comunitatea de cercetare, acestea nu se potrivesc neapărat cu agendele guvernamentale de reformă, ceea ce conduce la unele utilizări inadecvate ale datelor de evaluare.

### Schimbări în politica națională de evaluare
Cercetările emergente sugerează că evaluările standardizate internaționale au un impact asupra politicii și practicii naționale de evaluare. Studiul PISA este integrat în politicile și practicile naționale privind evaluarea, standardele planului de învățământ și obiectivele de performanță, iar cadrele și instrumentele sale de evaluare sunt utilizate ca modele de bune practici pentru îmbunătățirea evaluărilor naționale. Numeroase țări au încorporat și au subliniat în mod explicit competențele asemănătoare PISA în standardele și programele naționale revizuite iar altele folosesc datele PISA pentru a completa datele naționale și pentru a valida rezultatele naționale în raport cu un etalon internațional.

### Influența externă asupra politicii educaționale naționale
PISA poate influența alegerile naționale de politică educațională într-o varietate de moduri. Participarea la evaluări internaționale precum PISA a fost legată de schimbări și rezultate semnificative ale politicii educaționale, cum ar fi rate mai mari de înscriere a elevilor și reforme ale educației. Cu toate acestea, criticii au susținut că participarea ar putea duce și la unele rezultate nedorite, precum rate mai mari de repetenție și restrângerea planului de învățământ. Impactul PISA poate varia, de asemenea, în funcție de contextul specific al țării.
Factorii de decizie din majoritatea țărilor participante văd PISA ca un indicator important al performanței sistemului. Rapoartele PISA pot defini problemele de politică și pot stabili agenda pentru dezbaterea politică națională. Factorii de decizie politică par să accepte PISA ca un instrument valid și de încredere pentru evaluarea comparativă a performanței sistemului și a schimbărilor de-a lungul timpului la nivel internațional, majoritatea țărilor, indiferent dacă au avut rezultate peste sau sub scorul mediu PISA, demarând reforme de politică ca răspuns la rapoartele PISA.
Impactul asupra sistemelor naționale de educație variază semnificativ. De exemplu, în Germania, rezultatele primei evaluări PISA au provocat așa-numitul „șoc PISA”: o reevaluare a politicilor educaționale acceptate anterior, care, într-un stat marcat de diferențe de politică regională bazate pe vechi resentimente, a condus în cele din urmă la un acord al tuturor landurilor privind introducerea unor standarde naționale comune și chiar crearea unei structuri instituționalizate care să urmărească respectarea acestora. În Ungaria, prin comparație, țară care a împărtășit condiții similare cu Germania, rezultatele PISA nu au condus la schimbări semnificative în politica educațională.
Deoarece numeroase țări și-au stabilit ținte naționale de performanță pe baza poziției lor relative în clasament sau a scorului PISA absolut, evaluările PISA au sporit influența OCDE ca monitor și actor de politici internaționale, ceea ce implică un important grad de „transfer de politici” de la nivel internațional la nivel național, PISA în special având „un efect normativ influent asupra direcției politicilor naționale în domeniul educației”. Astfel, se argumentează că utilizarea evaluărilor standardizate internaționale a condus la o trecere către responsabilitatea internațională, externă, pentru performanța sistemului național, sondajele PISA, prezentate ca diagnostice obiective ale unor terțe părți în privința sistemelor educaționale, servind de fapt promovării unor orientări specifice asupra problemelor educaționale.
Actorii politici naționali se raportează la țările PISA cu performanțe ridicate pentru a „sprijini legitimarea și justificarea propriei agende de reformă în cadrul dezbaterilor privind politica națională contestată”. Datele PISA pot fi „utilizate pentru a alimenta dezbateri de lungă durată în jurul conflictelor sau rivalităților preexistente între diferite opțiuni de politică, cum ar fi în comunitatea franceză din Belgia”. În astfel de cazuri, datele de evaluare PISA sunt utilizate selectiv: în discursul public, guvernele folosesc adesea doar caracteristici superficiale ale anchetelor PISA, cum ar fi clasamentul pe țări și nu analizele mai detaliate. Adeseori, rezultatele reale ale evaluărilor PISA sunt ignorate, deoarece factorii de decizie se referă selectiv la anumite date pentru a legitima politicile introduse din alte motive.
Pe deasupra, comparațiile internaționale ale PISA sunt uneori folosite pentru a justifica reforme cu care datele în sine nu au nicio legătură. În Portugalia, de exemplu, datele PISA au fost folosite pentru a justifica noile criterii pentru evaluarea profesorilor (pe baza unor concluzii care nu au fost justificate de evaluări și date în sine), alimentând și discursul guvernului despre problema elevilor care repetă un an (care, conform cercetărilor, nu reușesc să-și îmbunătățească rezultatele școlare). În Finlanda, rezultatele PISA ale țării (care sunt în alte țări considerate a fi excelente) au fost folosite de miniștri pentru a promova noi politici pentru „elevii dotați”. Astfel de utilizări și interpretări presupun adesea relații cauzale care nu se pot baza în mod legitim pe date PISA, care ar necesita în mod normal o investigație mai completă prin studii calitative aprofundate și anchete longitudinale bazate pe metode cantitative și calitative mixte, pe care politicienii sunt adesea reticenți în a le finanța.
În ultimele decenii s-a constatat o extindere a utilizărilor PISA și a evaluărilor similare, de la evaluarea nivelului de învățare al elevilor până la conectarea „tarâmului educațional (sfera lor tradițională) cu domeniul politic”. Acest lucru ridică întrebarea dacă datele PISA sunt suficient de robuste pentru a suporta ponderea deciziilor politice majore care se bazează pe acestea, întrucât datele PISA „au ajuns să modeleze, să definească și să evalueze din ce în ce mai mult obiectivele cheie ale sistemului de învățământ național/federal”. Aceasta implică faptul că, în multe țări de pe glob, factorii decizionali cu rol hotărâtor în stabilirea testelor PISA, de exemplu prin alegerea conținutului care urmează să fie evaluat, se află într-o poziție de putere considerabilă care le permite să stabilească termenii dezbaterii educaționale și să orienteze reforma educațională.

## Cadru analitic și de evaluare
PISA se înscrie într-o tradiție a studiilor școlare internaționale, întreprinsă de la sfârșitul anilor 1950 de Asociația Internațională pentru Evaluarea Performanțelor Educaționale[en] (International Association for the Evaluation of Educational Achievement - IEA). O mare parte din metodologia PISA urmează exemplul Tendințe în studiul internațional de matematică și știință[en] (Trends in International Mathematics and Science Study - TIMSS), o serie de evaluări internaționale ale cunoștințelor de matematică și științe ale elevilor din întreaga lume inițiată în 1995, care, la rândul său, au fost mult influențate de Evaluarea Națională a Progresului Educațional din SUA[en] (National Assessment of Educational Progress - NAEP), cel mai mare program de evaluare continuă și reprezentativă la nivel național a ceea ce elevii din SUA știu și pot face la diferite materii. Componenta de lectură a studiului PISA este inspirată de Progresul în Studiul Internațional de Alfabetizare în Lectură[en] (Progress in International Reading Literacy Study - PIRLS) al IEA[en].
PISA își propune să testeze competențele de bază ale elevilor în trei domenii: lectură, matematică și științe, la scară nedeterminată. PISA evaluează nu doar dacă elevii au acumulat cunoștințe, ci și dacă pot extrapola ceea ce au învățat și pot aplica cunoștințele lor în situații noi, acordând importanță controlării proceselor, înțelegerii conceptelor și capacității de a rezolva diverse tipuri de situații.
Testul PISA de matematică „măsoară capacitatea individuală de a raționa matematic și de a formula, folosi și interpreta matematica pentru a rezolva probleme într-o varietate de contexte din lumea reală. Cadrul include concepte, proceduri, fapte și instrumente pentru a descrie, explica și prezice fenomene. Îi ajută pe indivizi să cunoască rolul pe care îl joacă matematica în lume și să emită judecăți și decizii bine întemeiate necesare cetățenilor constructivi, implicați și reflexivi din secolul XXI”.
Testul PISA de lectură „măsoară capacitatea unui individ de a înțelege un text, de a utiliza, de a evalua, de a reflecta și de a aplica ideile exprimate în scris pentru a-și atinge obiectivele, pentru a-și dezvolta cunoștințele și potențialul și pentru a participa la viața societății”.
Testul PISA de științe „acoperă capacitatea de abordare a problemelor legate de știință și a ideilor științifice. O persoană cu cunoștințe științifice este dispusă să se angajeze într-un discurs argumentat despre știință și tehnologie, care necesită competențe de a explica fenomene în mod științific, de a evalua și de a proiecta ancheta științifică și de a interpreta datele și dovezile în mod științific”.
Caracteristicile unice ale studiului PISA includ:
- orientarea către politici, care leagă datele despre rezultatele învățării elevilor cu datele despre mediul și atitudinile elevilor față de învățare și despre factorii cheie care modelează învățarea lor în școală și în afara acesteia, ceea ce expune diferențele de performanță și identifică caracteristicile elevilor, școlilor și sistemelor de învățământ care performează bine,
- conceptul inovator de „alfabetizare”, care se referă la capacitatea elevilor de a aplica cunoștințele și abilitățile și de a analiza, raționa și comunica eficient pe măsură ce identifică, interpretează și rezolvă probleme într-o varietate de situații,
- relevanța pentru învățarea pe tot parcursul vieții, deoarece PISA le cere elevilor să raporteze despre motivația lor de a învăța, despre convingerile lor despre ei înșiși și despre strategiile lor de învățare,
- regularitatea, care permite țărilor să-și monitorizeze progresul în îndeplinirea obiectivelor cheie de învățare,
- amplitudinea acoperirii, care, în cadrul PISA 2022, a cuprins 37 de țări OCDE și 44 de țări și economii partenere[2].

## Testare
Prin chestionare distribuite elevilor și directorilor de școli și prin chestionare opționale distribuite părinților și profesorilor, PISA colectează informații despre mediul de acasă al elevilor, abordările și mediile lor de învățare. Combinată cu informațiile colectate prin intermediul diferitelor chestionare, evaluarea PISA oferă trei tipuri principale de rezultate:
- indicatori de bază care oferă un profil al cunoștințelor și aptitudinilor elevilor,
- indicatori derivați din chestionare care arată modul în care aceste abilități se raportează la diverse variabile demografice, sociale, economice și educaționale,
- indicatori privind tendințele de schimbare în privința rezultatelor și a distribuțiilor acestora și în relațiile dintre variabilele și rezultatele la nivel de elev, școală și sistem[2].

### Eșantionare
În 2022, pentru fiecare țară, eșantionul de bază PISA a constat din elevi de 15 ani care frecventează cursurile instituțiilor de învățământ, din clasele a VII-a și superioare. Aceasta însemna că țările trebuiau să includă elevi de 15 ani înscriși la cursuri de zi, elevi de 15 ani înscriși la cursuri cu frecvență redusă, elevi înscriși în programe de formare profesională sau orice alt tip de programe educaționale conexe, elevi care frecventează școli străine din țară (precum și elevi din alte țări care urmează oricare dintre programele din primele trei categorii). Eșantionul internațional a fost ușor adaptat pentru a se potrivi mai bine cu structura de vârstă a majorității țărilor din emisfera nordică. Populația țintă a fost definită ca totalitatea elevilor cu vârsta de peste 15 ani și 3 luni și până la 16 ani și 2 luni înregistrată la începutul perioadei de evaluare.
Din fiecare țară, au fost selectate minimum 150 de școli, dar dacă o țară participantă avea mai puțin de 150 de școli, atunci toate școlile au fost selectate pentru participare. În total, a fost necesară o dimensiune minimă a eșantionului de 6.300 de elevi evaluați în țări unde s-a utilizat testarea pe computer sau 5.250 de elevi evaluați în țări unde s-a utilizat testarea pe hârtie. În cazurile în care întreaga populație școlară nu atingea numărul stabilit, toți elevii au fost selectați.

### Metodă de testare

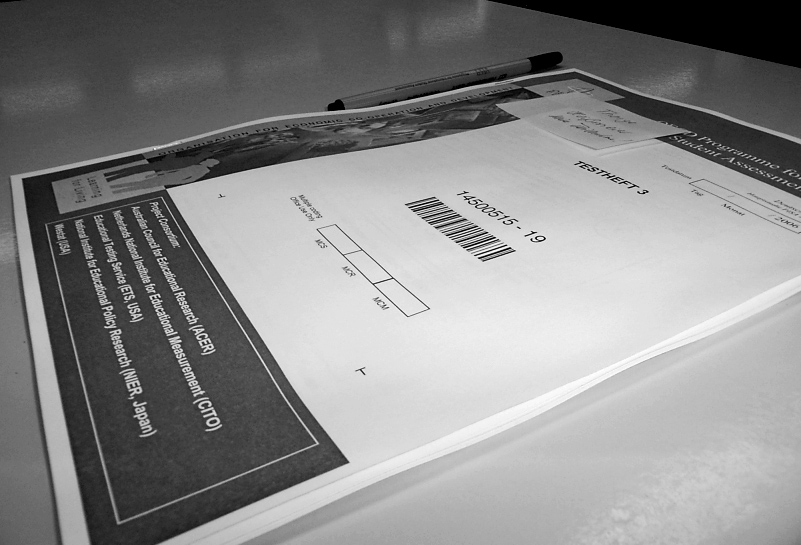
Fișe de testare PISA pe o bancă de școală (Neues Gymnasium, Oldenburg, Germania, 2006)

În cadrul testării PISA 2022, au fost folosite teste pe calculator, evaluările durând în total două ore pentru fiecare elev. Testele au inclus un mix de întrebări cu răspunsuri multiple și întrebări care le cereau elevilor să-și construiască propriile răspunsuri. Elementele au fost organizate în grupuri pe baza unui pasaj care descrie o situație din viața reală. Au fost folosite peste 15 ore de subiecte de test, elevi diferiți abordând diferite combinații de subiecte de test.
Elevii au răspuns, de asemenea, la un chestionar de fond care a necesitat 35 de minute pentru completare. Chestionarul a colectat informații despre elevii înșiși, despre locuințele lor și despre experiențele lor școlare și de învățare. Separat, directorii școlilor au completat un chestionar care a acoperit sistemul școlar și mediul de învățare. În plus, a fost inclus un nou modul de criză globală pentru a colecta informații despre întreruperile cauzate de pandemia de coronavirus ale învățării și bunăstării elevilor în sistemele de învățământ participante.
Pentru a obține informații suplimentare, unele țări au decis să distribuie profesorilor un chestionar pentru a colecta date privind formarea și dezvoltarea lor profesională, practicile lor de predare și satisfacția lor în muncă. În unele țări, au fost distribuite chestionare opționale părinților, cărora li s-a cerut să ofere informații despre percepțiile și implicarea lor în școala copilului, sprijinul lor pentru învățarea acasă și propria lor implicare în matematică.
Țările au putut alege, de asemenea, un chestionar opțional pentru elevi cu privire la înțelegerea și utilizarea tehnologiilor informației și comunicațiilor. De asemenea, un chestionar specific a fost distribuit elevilor din țările care au ales să evalueze alfabetizarea financiară.
În 2012, pentru prima dată în istoria testărilor și evaluărilor la scară largă, a fost prezentat un test computerizat de evaluare a competențelor de rezolvare a unor probleme complexe, care necesitau implicarea și interacțiunea directă, pentru a descoperi informații care nu erau dezvăluite în mod explicit de la început. Aceste tipuri de probleme apar frecvent în viața de zi cu zi atunci când se utilizează dispozitive tehnologice precum telefoanele mobile și automatele.

## Rezultate
Toate rezultatele PISA sunt raportate la nivel de țară, deși ciclurile recente PISA au generat rezultate semnificativ diferite pentru provinciile sau regiunile unei țări. În general, atenția publică se concentrează pe scorurile medii ale țărilor și pe locul în clasament al acestora. În rapoartele oficiale, totuși, comparațiile între țări sunt date nu ca simple tabele ordonate, ci ca tabele încrucișate care indică pentru fiecare pereche de țări dacă diferențele de scor mediu sunt sau nu semnificative statistic (este puțin probabil ca diferențele să fie cauzate de selecția aleatorie a eșantionului elevilor sau a subiectelor).
PISA nu combină scorurile la matematică, știință și lectură într-un scor general. Cu toate acestea, rezultatele testelor din toate cele trei domenii au fost uneori combinate într-un total general al țării, deși o astfel de meta-analiză nu este agreată de OCDE.

### Rezultate 2022
Rezultatele testului PISA 2022, care au fost prezentate la 5 decembrie 2023, au analizat date la nivel național și subnațional colectate de la aproape 700.000 de elevi participanți din 81 de țări și teritorii dependente. Singapore s-a clasat pe primul loc la toate categoriile, obținând scoruri semnificativ mai mari, în medie, decât toate celelalte țări și economii participante la PISA 2022, respectiv 575 de puncte la matematică, 543 de puncte la lectură și 561 de puncte la științe.
Liban și provinciile/municipalitățile chineze Beijing, Shanghai, Jiangsu și Zhejiang au participat la această ediție, dar rezultatele lor nu au fost publicate, întrucât colectarea datelor a fost incompletă din cauza restricțiilor impuse în contextul pandemiei de coronavirus.
Din cauza invaziei ruse la scară largă a Ucrainei, au fost colectate date din doar 18 din cele 27 de regiuni ucrainene, astfel încât rezultatele nu sunt reprezentative pentru următoarele regiuni: Dnepropetrovsk, Donețk, Harkov, Lugansk, Zaporojie, Herson, Mîkolaiiv, Republica Autonomă Crimeea și orașul Sevastopol.
| 1  | Singapore             | 575 |  |
| 2  | Macao                 | 552 |  |
| 3  | Taiwan                | 547 |  |
| 4  | Hong Kong             | 540 |  |
| 5  | Japonia               | 536 |  |
| 6  | Coreea de Sud         | 527 |  |
| 7  | Estonia               | 510 |  |
| 8  | Elveția               | 508 |  |
| 9  | Canada                | 497 |  |
| 10 | Țările de Jos         | 493 |  |
| 11 | Irlanda               | 492 |  |
| 12 | Belgia                | 489 |  |
| 13 | Danemarca             | 489 |  |
| 14 | Regatul Unit          | 489 |  |
| 15 | Polonia               | 489 |  |
| 16 | Australia             | 487 |  |
| 17 | Austria               | 487 |  |
| 18 | Cehia                 | 487 |  |
| 19 | Slovenia              | 485 |  |
| 20 | Finlanda              | 484 |  |
| 21 | Letonia               | 483 |  |
| 22 | Suedia                | 482 |  |
| 23 | Noua Zeelandă         | 479 |  |
| 24 | Germania              | 475 |  |
| 25 | Lituania              | 475 |  |
| 26 | Franța                | 474 |  |
| 27 | Spania                | 473 |  |
| 28 | Ungaria               | 473 |  |
| 29 | Portugalia            | 472 |  |
|    | Medie OCDE            | 472 |  |
| 30 | Italia                | 471 |  |
| 31 | Vietnam               | 469 |  |
| 32 | Norvegia              | 468 |  |
| 33 | Malta                 | 466 |  |
| 34 | Statele Unite         | 465 |  |
| 35 | Slovacia              | 464 |  |
| 36 | Croația               | 463 |  |
| 37 | Islanda               | 459 |  |
| 38 | Israel                | 458 |  |
| 39 | Turcia                | 453 |  |
| 40 | Brunei                | 442 |  |
| 41 | Ucraina               | 441 |  |
| 42 | Serbia                | 440 |  |
| 43 | Emiratele Arabe Unite | 431 |  |
| 44 | Grecia                | 430 |  |
| 45 | România               | 428 |  |
| 46 | Kazahstan             | 425 |  |
| 47 | Mongolia              | 425 |  |
| 48 | Cipru                 | 418 |  |
| 49 | Bulgaria              | 417 |  |
| 50 | Republica Moldova     | 417 |  |
| 51 | Qatar                 | 414 |  |
| 52 | Chile                 | 412 |  |
| 53 | Uruguay               | 409 |  |
| 54 | Malaysia              | 409 |  |
| 55 | Muntenegru            | 406 |  |
| 56 | Azerbaidjan           | 397 |  |
| 57 | Mexic                 | 395 |  |
| 58 | Thailanda             | 394 |  |
| 59 | Peru                  | 391 |  |
| 60 | Georgia               | 390 |  |
| 61 | Macedonia de Nord     | 389 |  |
| 62 | Arabia Saudită        | 389 |  |
| 63 | Costa Rica            | 385 |  |
| 64 | Columbia              | 383 |  |
| 65 | Brazilia              | 379 |  |
| 66 | Argentina             | 378 |  |
| 67 | Jamaica               | 377 |  |
| 68 | Albania               | 368 |  |
| 69 | Indonezia             | 366 |  |
| 70 | Palestina             | 366 |  |
| 71 | Maroc                 | 365 |  |
| 72 | Uzbekistan            | 364 |  |
| 73 | Iordania              | 361 |  |
| 74 | Panama                | 357 |  |
| 75 | Kosovo                | 355 |  |
| 76 | Filipine              | 355 |  |
| 77 | Guatemala             | 344 |  |
| 78 | El Salvador           | 343 |  |
| 79 | Republica Dominicană  | 339 |  |
| 80 | Paraguay              | 338 |  |
| 81 | Cambodgia             | 336 |  |

| 1  | Singapore             | 561 |  |
| 2  | Japonia               | 547 |  |
| 3  | Macao                 | 543 |  |
| 4  | Taiwan                | 537 |  |
| 5  | Coreea de Sud         | 528 |  |
| 6  | Estonia               | 526 |  |
| 7  | Hong Kong             | 520 |  |
| 8  | Canada                | 515 |  |
| 9  | Finlanda              | 511 |  |
| 10 | Australia             | 507 |  |
| 11 | Irlanda               | 504 |  |
| 12 | Noua Zeelandă         | 504 |  |
| 13 | Elveția               | 503 |  |
| 14 | Slovenia              | 500 |  |
| 15 | Regatul Unit          | 500 |  |
| 16 | Statele Unite         | 499 |  |
| 17 | Polonia               | 499 |  |
| 18 | Cehia                 | 498 |  |
| 19 | Danemarca             | 494 |  |
| 20 | Letonia               | 494 |  |
| 21 | Suedia                | 494 |  |
| 22 | Germania              | 492 |  |
| 23 | Austria               | 491 |  |
| 24 | Belgia                | 491 |  |
| 25 | Țările de Jos         | 488 |  |
| 26 | Franța                | 487 |  |
| 27 | Ungaria               | 486 |  |
| 28 | Spania                | 485 |  |
|    | Medie OCDE            | 485 |  |
| 29 | Lituania              | 484 |  |
| 30 | Portugalia            | 484 |  |
| 31 | Croația               | 483 |  |
| 32 | Norvegia              | 478 |  |
| 33 | Italia                | 477 |  |
| 34 | Turcia                | 476 |  |
| 35 | Vietnam               | 472 |  |
| 36 | Malta                 | 466 |  |
| 37 | Israel                | 465 |  |
| 38 | Slovacia              | 462 |  |
| 39 | Ucraina               | 450 |  |
| 40 | Islanda               | 447 |  |
| 41 | Serbia                | 447 |  |
| 42 | Brunei                | 446 |  |
| 43 | Chile                 | 444 |  |
| 44 | Grecia                | 441 |  |
| 45 | Uruguay               | 435 |  |
| 46 | Emiratele Arabe Unite | 432 |  |
| 47 | Qatar                 | 432 |  |
| 48 | România               | 428 |  |
| 49 | Kazahstan             | 423 |  |
| 50 | Bulgaria              | 421 |  |
| 51 | Republica Moldova     | 417 |  |
| 52 | Malaysia              | 416 |  |
| 53 | Mongolia              | 412 |  |
| 54 | Cipru                 | 411 |  |
| 55 | Columbia              | 411 |  |
| 56 | Costa Rica            | 411 |  |
| 57 | Mexic                 | 410 |  |
| 58 | Thailanda             | 409 |  |
| 59 | Peru                  | 408 |  |
| 60 | Argentina             | 406 |  |
| 61 | Brazilia              | 403 |  |
| 62 | Jamaica               | 403 |  |
| 63 | Muntenegru            | 403 |  |
| 64 | Arabia Saudită        | 390 |  |
| 65 | Panama                | 388 |  |
| 66 | Georgia               | 384 |  |
| 67 | Indonezia             | 383 |  |
| 68 | Azerbaidjan           | 380 |  |
| 69 | Macedonia de Nord     | 380 |  |
| 70 | Albania               | 376 |  |
| 71 | Iordania              | 375 |  |
| 72 | El Salvador           | 374 |  |
| 73 | Guatemala             | 373 |  |
| 74 | Palestina             | 369 |  |
| 75 | Paraguay              | 368 |  |
| 76 | Maroc                 | 365 |  |
| 77 | Republica Dominicană  | 360 |  |
| 78 | Kosovo                | 357 |  |
| 79 | Filipine              | 356 |  |
| 80 | Uzbekistan            | 355 |  |
| 81 | Cambodgia             | 347 |  |

| 1  | Singapore             | 543 |  |
| 2  | Irlanda               | 516 |  |
| 3  | Japonia               | 516 |  |
| 4  | Coreea de Sud         | 515 |  |
| 5  | Taiwan                | 515 |  |
| 6  | Estonia               | 511 |  |
| 7  | Macao                 | 510 |  |
| 8  | Canada                | 507 |  |
| 9  | Statele Unite         | 504 |  |
| 10 | Noua Zeelandă         | 501 |  |
| 11 | Hong Kong             | 500 |  |
| 12 | Australia             | 498 |  |
| 13 | Regatul Unit          | 494 |  |
| 14 | Finlanda              | 490 |  |
| 15 | Danemarca             | 489 |  |
| 16 | Polonia               | 489 |  |
| 17 | Cehia                 | 489 |  |
| 18 | Suedia                | 487 |  |
| 19 | Elveția               | 483 |  |
| 20 | Italia                | 482 |  |
| 21 | Germania              | 480 |  |
| 22 | Austria               | 480 |  |
| 23 | Belgia                | 479 |  |
| 24 | Norvegia              | 477 |  |
| 25 | Portugalia            | 477 |  |
|    | Medie OCDE            | 476 |  |
| 26 | Croația               | 475 |  |
| 27 | Letonia               | 475 |  |
| 28 | Spania                | 474 |  |
| 29 | Franța                | 474 |  |
| 30 | Israel                | 474 |  |
| 31 | Ungaria               | 473 |  |
| 32 | Lituania              | 472 |  |
| 33 | Slovenia              | 469 |  |
| 34 | Vietnam               | 462 |  |
| 35 | Țările de Jos         | 459 |  |
| 36 | Turcia                | 456 |  |
| 37 | Chile                 | 448 |  |
| 38 | Slovacia              | 447 |  |
| 39 | Malta                 | 445 |  |
| 40 | Serbia                | 440 |  |
| 41 | Grecia                | 438 |  |
| 42 | Islanda               | 436 |  |
| 43 | Uruguay               | 430 |  |
| 44 | Brunei                | 429 |  |
| 45 | România               | 428 |  |
| 46 | Ucraina               | 428 |  |
| 47 | Qatar                 | 419 |  |
| 48 | Emiratele Arabe Unite | 417 |  |
| 49 | Costa Rica            | 415 |  |
| 50 | Mexic                 | 415 |  |
| 51 | Republica Moldova     | 411 |  |
| 52 | Brazilia              | 410 |  |
| 53 | Jamaica               | 410 |  |
| 54 | Columbia              | 409 |  |
| 55 | Peru                  | 408 |  |
| 56 | Muntenegru            | 405 |  |
| 57 | Bulgaria              | 404 |  |
| 58 | Argentina             | 401 |  |
| 59 | Panama                | 392 |  |
| 60 | Malaysia              | 388 |  |
| 61 | Kazahstan             | 386 |  |
| 62 | Arabia Saudită        | 383 |  |
| 63 | Cipru                 | 381 |  |
| 64 | Thailanda             | 379 |  |
| 65 | Mongolia              | 378 |  |
| 66 | Georgia               | 374 |  |
| 67 | Guatemala             | 374 |  |
| 68 | Paraguay              | 373 |  |
| 69 | Azerbaidjan           | 365 |  |
| 70 | El Salvador           | 365 |  |
| 71 | Indonezia             | 359 |  |
| 72 | Macedonia de Nord     | 359 |  |
| 73 | Albania               | 358 |  |
| 74 | Republica Dominicană  | 351 |  |
| 75 | Palestina             | 349 |  |
| 76 | Filipine              | 347 |  |
| 77 | Iordania              | 342 |  |
| 78 | Kosovo                | 342 |  |
| 79 | Maroc                 | 339 |  |
| 80 | Uzbekistan            | 336 |  |
| 81 | Cambodgia             | 329 |  |

### Rezultate 2000–2018
| Matematică            | Matematică | Matematică | Matematică | Matematică | Matematică | Matematică | Matematică | Matematică | Matematică | Matematică | Matematică | Matematică | Matematică | Matematică |
| Țară                  | 2018       | 2018       | 2015       | 2015       | 2012       | 2012       | 2009       | 2009       | 2006       | 2006       | 2003       | 2003       | 2000       | 2000       |
| Țară                  | Scor       | Loc        | Scor       | Loc        | Scor       | Loc        | Scor       | Loc        | Scor       | Loc        | Scor       | Loc        | Scor       | Loc        |
|                       |            |            |            |            |            |            |            |            |            |            |            |            |            |            |
| --------------------- | ---------- | ---------- | ---------- | ---------- | ---------- | ---------- | ---------- | ---------- | ---------- | ---------- | ---------- | ---------- | ---------- | ---------- |
| Medie OCDE            | 489        | —          | 490        | —          | 494        | —          | 495        | —          | 494        | —          | 499        | —          | 492        | —          |
| Albania               | 437        | 48         | 413        | 57         | 394        | 54         | 377        | 53         | —          | —          | —          | —          | 381        | 33         |
| Algeria               | —          | —          | 360        | 72         | —          | —          | —          | —          | —          | —          | —          | —          | —          | —          |
| Arabia Saudită        | 373        | 73         | —          | —          | —          | —          | —          | —          | —          | —          | —          | —          | —          | —          |
| Argentina             | 379        | 71         | 409        | 58         | —          | —          | —          | —          | —          | —          | —          | —          | 388        | 30         |
| Australia             | 491        | 29         | 494        | 25         | 504        | 17         | 514        | 13         | 520        | 12         | 524        | 10         | 533        | 6          |
| Austria               | 499        | 22         | 497        | 20         | 506        | 16         | 496        | 22         | 505        | 17         | 506        | 18         | 503        | 12         |
| Azerbaidjan           | 420        | 56         | —          | —          | —          | —          | —          | —          | —          | —          | —          | —          | —          | —          |
| Belgia                | 508        | 15         | 507        | 15         | 515        | 13         | 515        | 12         | 520        | 11         | 529        | 7          | 520        | 8          |
| Bosnia și Herțegovina | 406        | 62         | —          | —          | —          | —          | —          | —          | —          | —          | —          | —          | —          | —          |
| Brazilia              | 384        | 70         | 377        | 68         | 389        | 55         | 386        | 51         | 370        | 50         | 356        | 39         | 334        | 35         |
| Brunei                | 430        | 51         | —          | —          | —          | —          | —          | —          | —          | —          | —          | —          | —          | —          |
| Bulgaria              | 436        | 49         | 441        | 47         | 439        | 43         | 428        | 41         | 413        | 43         | —          | —          | 430        | 28         |
| Canada                | 512        | 12         | 516        | 10         | 518        | 11         | 527        | 8          | 527        | 7          | 532        | 6          | 533        | 6          |
| Cehia                 | 499        | 22         | 492        | 28         | 499        | 22         | 493        | 25         | 510        | 15         | 516        | 12         | 498        | 14         |
| Chile                 | 417        | 59         | 423        | 50         | 423        | 47         | 421        | 44         | 411        | 44         | —          | —          | 384        | 32         |
| China                 | 591        | 1          | 531        | 6          | —          | —          | —          | —          | —          | —          | —          | —          | —          | —          |
| Cipru                 | 451        | 44         | 437        | 48         | —          | —          | —          | —          | —          | —          | —          | —          | —          | —          |
| Columbia              | 391        | 69         | 390        | 64         | 376        | 58         | 381        | 52         | 370        | 49         | —          | —          | —          | —          |
| Coreea de Sud         | 526        | 7          | 524        | 7          | 554        | 4          | 546        | 3          | 547        | 4          | 542        | 3          | 547        | 3          |
| Costa Rica            | 402        | 63         | 400        | 62         | 407        | 53         | —          | —          | —          | —          | —          | —          | —          | —          |
| Croația               | 464        | 40         | 464        | 41         | 471        | 38         | 460        | 38         | 467        | 34         | —          | —          | —          | —          |
| Danemarca             | 509        | 13         | 511        | 12         | 500        | 20         | 503        | 17         | 513        | 14         | 514        | 14         | 514        | 10         |
| Elveția               | 515        | 11         | 521        | 8          | 531        | 7          | 534        | 6          | 530        | 6          | 527        | 9          | 529        | 7          |
| Emiratele Arabe Unite | 435        | 50         | 427        | 49         | 434        | 44         | —          | —          | —          | —          | —          | —          | —          | —          |
| Estonia               | 523        | 8          | 520        | 9          | 521        | 9          | 512        | 15         | 515        | 13         | —          | —          | —          | —          |
| Finlanda              | 507        | 16         | 511        | 13         | 519        | 10         | 541        | 5          | 548        | 2          | 544        | 2          | 536        | 5          |
| Franța                | 495        | 25         | 493        | 26         | 495        | 23         | 497        | 20         | 496        | 22         | 511        | 15         | 517        | 9          |
| Georgia               | 398        | 66         | 404        | 60         | —          | —          | —          | —          | —          | —          | —          | —          | —          | —          |
| Germania              | 500        | 20         | 506        | 16         | 514        | 14         | 513        | 14         | 504        | 19         | 503        | 19         | 490        | 16         |
| Grecia                | 451        | 44         | 454        | 44         | 453        | 40         | 466        | 37         | 459        | 37         | 445        | 32         | 447        | 24         |
| Hong Kong             | 551        | 4          | 548        | 2          | 561        | 2          | 555        | 2          | 547        | 3          | 550        | 1          | 560        | 1          |
| Indonezia             | 379        | 71         | 386        | 66         | 375        | 60         | 371        | 55         | 391        | 47         | 360        | 37         | 367        | 34         |
| Iordania              | 400        | 64         | 380        | 67         | 386        | 57         | 387        | 50         | 384        | 48         | —          | —          | —          | —          |
| Irlanda               | 500        | 20         | 504        | 18         | 501        | 18         | 487        | 30         | 501        | 21         | 503        | 20         | 503        | 12         |
| Islanda               | 495        | 25         | 488        | 31         | 493        | 25         | 507        | 16         | 506        | 16         | 515        | 13         | 514        | 10         |
| Israel                | 463        | 41         | 470        | 39         | 466        | 39         | 447        | 39         | 442        | 38         | —          | —          | 433        | 26         |
| Italia                | 487        | 31         | 490        | 30         | 485        | 30         | 483        | 33         | 462        | 36         | 466        | 31         | 457        | 22         |
| Japonia               | 527        | 6          | 532        | 5          | 536        | 6          | 529        | 7          | 523        | 9          | 534        | 5          | 557        | 2          |
| Kazahstan             | 423        | 54         | 460        | 42         | 432        | 45         | 405        | 48         | —          | —          | —          | —          | —          | —          |
| Kosovo                | 366        | 75         | 362        | 71         | —          | —          | —          | —          | —          | —          | —          | —          | —          | —          |
| Letonia               | 496        | 24         | 482        | 34         | 491        | 26         | 482        | 34         | 486        | 30         | 483        | 27         | 463        | 21         |
| Liban                 | 393        | 68         | 396        | 63         | —          | —          | —          | —          | —          | —          | —          | —          | —          | —          |
| Lituania              | 481        | 34         | 478        | 36         | 479        | 35         | 477        | 35         | 486        | 29         | —          | —          | —          | —          |
| Luxemburg             | 483        | 33         | 486        | 33         | 490        | 27         | 489        | 28         | 490        | 27         | 493        | 23         | 446        | 25         |
| Macao                 | 558        | 3          | 544        | 3          | 538        | 5          | 525        | 10         | 525        | 8          | 527        | 8          | —          | —          |
| Macedonia de Nord     | 394        | 67         | 371        | 69         | —          | —          | —          | —          | —          | —          | —          | —          | 381        | 33         |
| Malaysia              | 440        | 47         | 446        | 45         | 421        | 48         | —          | —          | —          | —          | —          | —          | —          | —          |
| Malta                 | 472        | 38         | 479        | 35         | —          | —          | —          | —          | —          | —          | —          | —          | —          | —          |
| Maroc                 | 368        | 74         | —          | —          | —          | —          | —          | —          | —          | —          | —          | —          | —          | —          |
| Mexic                 | 409        | 61         | 408        | 59         | 413        | 50         | 419        | 46         | 406        | 45         | 385        | 36         | 387        | 31         |
| Muntenegru            | 430        | 51         | 418        | 54         | 410        | 51         | 403        | 49         | 399        | 46         | —          | —          | —          | —          |
| Norvegia              | 501        | 19         | 502        | 19         | 489        | 28         | 498        | 19         | 490        | 28         | 495        | 22         | 499        | 13         |
| Noua Zeelandă         | 494        | 27         | 495        | 21         | 500        | 21         | 519        | 11         | 522        | 10         | 523        | 11         | 537        | 4          |
| Panama                | 353        | 76         | —          | —          | —          | —          | —          | —          | —          | —          | —          | —          | —          | —          |
| Peru                  | 400        | 64         | 387        | 65         | 368        | 61         | 365        | 57         | —          | —          | —          | —          | 292        | 36         |
| Polonia               | 516        | 10         | 504        | 17         | 518        | 12         | 495        | 23         | 495        | 24         | 490        | 24         | 470        | 20         |
| Portugalia            | 492        | 28         | 492        | 29         | 487        | 29         | 487        | 31         | 466        | 35         | 466        | 30         | 454        | 23         |
| Qatar                 | 414        | 60         | 402        | 61         | 376        | 59         | 368        | 56         | 318        | 52         | —          | —          | —          | —          |
| Regatul Unit          | 502        | 17         | 492        | 27         | 494        | 24         | 492        | 26         | 495        | 23         | 508        | 17         | 529        | 7          |
| Republica Dominicană  | 325        | 78         | 328        | 73         | —          | —          | —          | —          | —          | —          | —          | —          | —          | —          |
| Republica Moldova     | 421        | 55         | 420        | 52         | —          | —          | —          | —          | —          | —          | —          | —          | —          | —          |
| România               | 430        | 51         | 444        | 46         | 445        | 42         | 427        | 42         | 415        | 42         | —          | —          | 426        | 29         |
| Rusia                 | 488        | 30         | 494        | 23         | 482        | 32         | 468        | 36         | 476        | 32         | 468        | 29         | 478        | 18         |
| Serbia                | 448        | 46         | —          | —          | —          | —          | —          | —          | —          | —          | —          | —          | —          | —          |
| Singapore             | 569        | 2          | 564        | 1          | 573        | 1          | 562        | 1          | —          | —          | —          | —          | —          | —          |
| Slovacia              | 486        | 32         | 475        | 38         | 482        | 33         | 497        | 21         | 492        | 25         | 498        | 21         | —          | —          |
| Slovenia              | 509        | 13         | 510        | 14         | 501        | 19         | 501        | 18         | 504        | 18         | —          | —          | —          | —          |
| Spania                | 481        | 34         | 486        | 32         | 484        | 31         | 483        | 32         | 480        | 31         | 485        | 26         | 476        | 19         |
| Statele Unite         | 478        | 37         | 470        | 40         | 481        | 34         | 487        | 29         | 474        | 33         | 483        | 28         | 493        | 15         |
| Suedia                | 502        | 17         | 494        | 24         | 478        | 36         | 494        | 24         | 502        | 20         | 509        | 16         | 510        | 11         |
| Taiwan                | 531        | 5          | 542        | 4          | 560        | 3          | 543        | 4          | 549        | 1          | —          | —          | —          | —          |
| Thailanda             | 419        | 57         | 415        | 56         | 427        | 46         | 419        | 45         | 417        | 41         | 417        | 35         | 432        | 27         |
| Trinidad și Tobago    | —          | —          | 417        | 55         | —          | —          | 414        | 47         | —          | —          | —          | —          | —          | —          |
| Tunisia               | —          | —          | 367        | 70         | 388        | 56         | 371        | 54         | 365        | 51         | 359        | 38         | —          | —          |
| Turcia                | 454        | 42         | 420        | 51         | 448        | 41         | 445        | 40         | 424        | 40         | 423        | 33         | —          | —          |
| Țările de Jos         | 519        | 9          | 512        | 11         | 523        | 8          | 526        | 9          | 531        | 5          | 538        | 4          | —          | —          |
| Ucraina               | 453        | 43         | —          | —          | —          | —          | —          | —          | —          | —          | —          | —          | —          | —          |
| Ungaria               | 481        | 34         | 477        | 37         | 477        | 37         | 490        | 27         | 491        | 26         | 490        | 25         | 488        | 17         |
| Uruguay               | 418        | 58         | 418        | 53         | 409        | 52         | 427        | 43         | 427        | 39         | 422        | 34         | —          | —          |
| Vietnam               | —          | —          | 495        | 22         | 511        | 15         | —          | —          | —          | —          | —          | —          | —          | —          |

| Științe               | Științe | Științe | Științe | Științe | Științe | Științe | Științe | Științe | Științe | Științe |
| Țară                  | 2018    | 2018    | 2015    | 2015    | 2012    | 2012    | 2009    | 2009    | 2006    | 2006    |
| Țară                  | Scor    | Loc     | Scor    | Loc     | Scor    | Loc     | Scor    | Loc     | Scor    | Loc     |
|                       |         |         |         |         |         |         |         |         |         |         |
| --------------------- | ------- | ------- | ------- | ------- | ------- | ------- | ------- | ------- | ------- | ------- |
| Medie OCDE            | 489     | —       | 493     | —       | 501     | —       | 501     | —       | 498     | —       |
| Albania               | 417     | 59      | 427     | 54      | 397     | 58      | 391     | 54      | —       | —       |
| Algeria               | —       | —       | 376     | 72      | —       | —       | —       | —       | —       | —       |
| Arabia Saudită        | 386     | 71      | —       | —       | —       | —       | —       | —       | —       | —       |
| Argentina             | 404     | 64      | 432     | 52      | —       | —       | —       | —       | —       | —       |
| Australia             | 503     | 15      | 510     | 14      | 521     | 14      | 527     | 9       | 527     | 8       |
| Austria               | 490     | 27      | 495     | 26      | 506     | 21      | 494     | 28      | 511     | 17      |
| Azerbaidjan           | 398     | 67      | —       | —       | —       | —       | —       | —       | —       | —       |
| Belgia                | 499     | 19      | 502     | 20      | 505     | 22      | 507     | 19      | 510     | 18      |
| Bosnia și Herțegovina | 398     | 67      | —       | —       | —       | —       | —       | —       | —       | —       |
| Brazilia              | 404     | 64      | 401     | 66      | 402     | 55      | 405     | 49      | 390     | 49      |
| Brunei                | 431     | 50      | —       | —       | —       | —       | —       | —       | —       | —       |
| Bulgaria              | 424     | 56      | 446     | 46      | 446     | 43      | 439     | 42      | 434     | 40      |
| Canada                | 518     | 8       | 528     | 7       | 525     | 9       | 529     | 7       | 534     | 3       |
| Cehia                 | 497     | 21      | 493     | 29      | 508     | 20      | 500     | 22      | 513     | 14      |
| Chile                 | 444     | 45      | 447     | 45      | 445     | 44      | 447     | 41      | 438     | 39      |
| China                 | 590     | 1       | 518     | 10      | —       | —       | —       | —       | —       | —       |
| Cipru                 | 439     | 47      | 433     | 51      | —       | —       | —       | —       | —       | —       |
| Columbia              | 413     | 62      | 416     | 60      | 399     | 56      | 402     | 50      | 388     | 50      |
| Coreea de Sud         | 519     | 7       | 516     | 11      | 538     | 6       | 538     | 5       | 522     | 10      |
| Costa Rica            | 416     | 60      | 420     | 58      | 429     | 47      | —       | —       | —       | —       |
| Croația               | 472     | 36      | 475     | 37      | 491     | 32      | 486     | 35      | 493     | 25      |
| Danemarca             | 493     | 24      | 502     | 21      | 498     | 25      | 499     | 24      | 496     | 23      |
| Elveția               | 495     | 23      | 506     | 18      | 515     | 17      | 517     | 13      | 512     | 15      |
| Emiratele Arabe Unite | 434     | 49      | 437     | 48      | 448     | 42      | —       | —       | —       | —       |
| Estonia               | 530     | 4       | 534     | 3       | 541     | 5       | 528     | 8       | 531     | 5       |
| Finlanda              | 522     | 6       | 531     | 5       | 545     | 4       | 554     | 1       | 563     | 1       |
| Franța                | 493     | 24      | 495     | 27      | 499     | 24      | 498     | 25      | 495     | 24      |
| Georgia               | 383     | 73      | 411     | 63      | —       | —       | —       | —       | —       | —       |
| Germania              | 503     | 15      | 509     | 16      | 524     | 10      | 520     | 12      | 516     | 12      |
| Grecia                | 452     | 44      | 455     | 44      | 467     | 40      | 470     | 38      | 473     | 37      |
| Hong Kong             | 517     | 9       | 523     | 9       | 555     | 1       | 549     | 2       | 542     | 2       |
| Indonezia             | 396     | 70      | 403     | 65      | 382     | 60      | 383     | 55      | 393     | 48      |
| Iordania              | 429     | 51      | 409     | 64      | 409     | 54      | 415     | 47      | 422     | 43      |
| Irlanda               | 496     | 22      | 503     | 19      | 522     | 13      | 508     | 18      | 508     | 19      |
| Islanda               | 475     | 35      | 473     | 39      | 478     | 37      | 496     | 26      | 491     | 26      |
| Israel                | 462     | 42      | 467     | 40      | 470     | 39      | 455     | 39      | 454     | 38      |
| Italia                | 468     | 39      | 481     | 34      | 494     | 31      | 489     | 33      | 475     | 35      |
| Japonia               | 529     | 5       | 538     | 2       | 547     | 3       | 539     | 4       | 531     | 6       |
| Kazahstan             | 397     | 69      | 456     | 43      | 425     | 48      | 400     | 53      | —       | —       |
| Kosovo                | 365     | 75      | 378     | 71      | —       | —       | —       | —       | —       | —       |
| Letonia               | 487     | 29      | 490     | 31      | 502     | 23      | 494     | 29      | 490     | 27      |
| Liban                 | 384     | 72      | 386     | 68      | —       | —       | —       | —       | —       | —       |
| Lituania              | 482     | 31      | 475     | 36      | 496     | 28      | 491     | 31      | 488     | 31      |
| Luxemburg             | 477     | 34      | 483     | 33      | 491     | 33      | 484     | 36      | 486     | 33      |
| Macao                 | 544     | 3       | 529     | 6       | 521     | 15      | 511     | 16      | 511     | 16      |
| Macedonia de Nord     | 413     | 62      | 384     | 70      | —       | —       | —       | —       | —       | —       |
| Malaysia              | 438     | 48      | 443     | 47      | 420     | 50      | —       | —       | —       | —       |
| Malta                 | 457     | 43      | 465     | 41      | —       | —       | —       | —       | —       | —       |
| Maroc                 | 377     | 74      | —       | —       | —       | —       | —       | —       | —       | —       |
| Mexic                 | 419     | 57      | 416     | 61      | 415     | 52      | 416     | 46      | 410     | 47      |
| Muntenegru            | 415     | 61      | 411     | 62      | 410     | 53      | 401     | 51      | 412     | 46      |
| Norvegia              | 490     | 27      | 498     | 24      | 495     | 29      | 500     | 23      | 487     | 32      |
| Noua Zeelandă         | 508     | 12      | 513     | 12      | 516     | 16      | 532     | 6       | 530     | 7       |
| Panama                | 365     | 75      | —       | —       | —       | —       | —       | —       | —       | —       |
| Peru                  | 404     | 64      | 397     | 67      | 373     | 61      | 369     | 57      | —       | —       |
| Polonia               | 511     | 11      | 501     | 22      | 526     | 8       | 508     | 17      | 498     | 22      |
| Portugalia            | 492     | 26      | 501     | 23      | 489     | 34      | 493     | 30      | 474     | 36      |
| Qatar                 | 419     | 57      | 418     | 59      | 384     | 59      | 379     | 56      | 349     | 52      |
| Regatul Unit          | 505     | 14      | 509     | 15      | 514     | 19      | 514     | 14      | 515     | 13      |
| Republica Dominicană  | 336     | 78      | 332     | 73      | —       | —       | —       | —       | —       | —       |
| Republica Moldova     | 428     | 52      | 428     | 53      | —       | —       | —       | —       | —       | —       |
| România               | 426     | 53      | 435     | 50      | 439     | 46      | 428     | 43      | 418     | 45      |
| Rusia                 | 478     | 33      | 487     | 32      | 486     | 35      | 478     | 37      | 479     | 34      |
| Serbia                | 440     | 46      | —       | —       | —       | —       | —       | —       | —       | —       |
| Singapore             | 551     | 2       | 556     | 1       | 551     | 2       | 542     | 3       | —       | —       |
| Slovacia              | 464     | 41      | 461     | 42      | 471     | 38      | 490     | 32      | 488     | 29      |
| Slovenia              | 507     | 13      | 513     | 13      | 514     | 18      | 512     | 15      | 519     | 11      |
| Spania                | 483     | 30      | 493     | 30      | 496     | 27      | 488     | 34      | 488     | 30      |
| Statele Unite         | 502     | 18      | 496     | 25      | 497     | 26      | 502     | 21      | 489     | 28      |
| Suedia                | 499     | 19      | 493     | 28      | 485     | 36      | 495     | 27      | 503     | 21      |
| Taiwan                | 516     | 10      | 532     | 4       | 523     | 11      | 520     | 11      | 532     | 4       |
| Thailanda             | 426     | 54      | 421     | 57      | 444     | 45      | 425     | 45      | 421     | 44      |
| Trinidad și Tobago    | —       | —       | 425     | 56      | —       | —       | 410     | 48      | —       | —       |
| Tunisia               | —       | —       | 386     | 69      | 398     | 57      | 401     | 52      | 386     | 51      |
| Turcia                | 468     | 39      | 425     | 55      | 463     | 41      | 454     | 40      | 424     | 42      |
| Țările de Jos         | 503     | 15      | 509     | 17      | 522     | 12      | 522     | 10      | 525     | 9       |
| Ucraina               | 469     | 38      | —       | —       | —       | —       | —       | —       | —       | —       |
| Ungaria               | 481     | 32      | 477     | 35      | 494     | 30      | 503     | 20      | 504     | 20      |
| Uruguay               | 426     | 54      | 435     | 49      | 416     | 51      | 427     | 44      | 428     | 41      |
| Vietnam               |         |         | 525     | 8       | 528     | 7       | —       | —       | —       | —       |

| Lectură               | Lectură | Lectură | Lectură | Lectură | Lectură | Lectură | Lectură | Lectură | Lectură | Lectură | Lectură | Lectură | Lectură | Lectură |
| Țară                  | 2018    | 2018    | 2015    | 2015    | 2012    | 2012    | 2009    | 2009    | 2006    | 2006    | 2003    | 2003    | 2000    | 2000    |
| Țară                  | Scor    | Loc     | Scor    | Loc     | Scor    | Loc     | Scor    | Loc     | Scor    | Loc     | Scor    | Loc     | Scor    | Loc     |
|                       |         |         |         |         |         |         |         |         |         |         |         |         |         |         |
| --------------------- | ------- | ------- | ------- | ------- | ------- | ------- | ------- | ------- | ------- | ------- | ------- | ------- | ------- | ------- |
| Medie OCDE            | 487     | —       | 493     | —       | 496     | —       | 493     | —       | 489     | —       | 494     | —       | 493     | —       |
| Albania               | 405     | 61      | 405     | 63      | 394     | 58      | 385     | 55      | —       | —       | —       | —       | 349     | 39      |
| Algeria               | —       | —       | 350     | 71      | —       | —       | —       | —       | —       | —       | —       | —       | —       | —       |
| Arabia Saudită        | 399     | 65      | —       | —       | —       | —       | —       | —       | —       | —       | —       | —       | —       | —       |
| Argentina             | 402     | 63      | 425     | 56      | —       | —       | —       | —       | —       | —       | —       | —       | —       | —       |
| Australia             | 503     | 16      | 503     | 16      | 512     | 12      | 515     | 8       | 513     | 7       | 525     | 4       | 528     | 4       |
| Austria               | 484     | 27      | 485     | 33      | 490     | 26      | 470     | 37      | 490     | 21      | 491     | 22      | 492     | 19      |
| Azerbaidjan           | 389     | 68      | —       | —       | —       | —       | —       | —       | —       | —       | —       | —       | —       | —       |
| Belgia                | 493     | 22      | 499     | 20      | 509     | 16      | 506     | 10      | 501     | 11      | 507     | 11      | 507     | 11      |
| Bosnia și Herțegovina | 403     | 62      | —       | —       | —       | —       | —       | —       | —       | —       | —       | —       | —       | —       |
| Brazilia              | 413     | 57      | 407     | 62      | 407     | 52      | 412     | 49      | 393     | 47      | 403     | 36      | 396     | 36      |
| Brunei                | 408     | 59      | —       | —       | —       | —       | —       | —       | —       | —       | —       | —       | —       | —       |
| Bulgaria              | 420     | 53      | 432     | 49      | 436     | 47      | 429     | 42      | 402     | 43      | —       | —       | 430     | 32      |
| Canada                | 520     | 6       | 527     | 3       | 523     | 7       | 524     | 5       | 527     | 4       | 528     | 3       | 534     | 2       |
| Cehia                 | 490     | 25      | 487     | 30      | 493     | 24      | 478     | 32      | 483     | 25      | 489     | 24      | 492     | 20      |
| Chile                 | 452     | 43      | 459     | 42      | 441     | 43      | 449     | 41      | 442     | 37      | —       | —       | 410     | 35      |
| China                 | 555     | 1       | 494     | 27      | —       | —       | —       | —       | —       | —       | —       | —       | —       | —       |
| Cipru                 | 424     | 50      | 443     | 45      | —       | —       | —       | —       | —       | —       | —       | —       | —       | —       |
| Columbia              | 412     | 58      | 425     | 57      | 403     | 54      | 413     | 48      | 385     | 49      | —       | —       | —       | —       |
| Coreea de Sud         | 514     | 9       | 517     | 7       | 536     | 4       | 539     | 1       | 556     | 1       | 534     | 2       | 525     | 7       |
| Costa Rica            | 426     | 49      | 427     | 52      | 441     | 45      | —       | —       | —       | —       | —       | —       | —       | —       |
| Croația               | 479     | 29      | 487     | 31      | 485     | 33      | 476     | 34      | 477     | 29      | —       | —       | —       | —       |
| Danemarca             | 501     | 18      | 500     | 18      | 496     | 23      | 495     | 22      | 494     | 18      | 492     | 19      | 497     | 16      |
| Elveția               | 484     | 27      | 492     | 28      | 509     | 14      | 501     | 13      | 499     | 13      | 499     | 13      | 494     | 17      |
| Emiratele Arabe Unite | 432     | 46      | 434     | 48      | 442     | 42      | —       | —       | —       | —       | —       | —       | —       | —       |
| Estonia               | 523     | 5       | 519     | 6       | 516     | 10      | 501     | 12      | 501     | 12      | —       | —       | —       | —       |
| Finlanda              | 520     | 7       | 526     | 4       | 524     | 5       | 536     | 2       | 547     | 2       | 543     | 1       | 546     | 1       |
| Franța                | 493     | 22      | 499     | 19      | 505     | 19      | 496     | 20      | 488     | 22      | 496     | 17      | 505     | 14      |
| Georgia               | 380     | 70      | 401     | 65      | —       | —       | —       | —       | —       | —       | —       | —       | —       | —       |
| Germania              | 498     | 20      | 509     | 11      | 508     | 18      | 497     | 18      | 495     | 17      | 491     | 21      | 484     | 22      |
| Grecia                | 457     | 42      | 467     | 41      | 477     | 38      | 483     | 30      | 460     | 35      | 472     | 30      | 474     | 25      |
| Hong Kong             | 524     | 4       | 527     | 2       | 545     | 1       | 533     | 3       | 536     | 3       | 510     | 9       | 525     | 6       |
| Indonezia             | 371     | 72      | 397     | 67      | 396     | 57      | 402     | 53      | 393     | 46      | 382     | 38      | 371     | 38      |
| Iordania              | 419     | 55      | 408     | 61      | 399     | 55      | 405     | 51      | 401     | 44      | —       | —       | —       | —       |
| Irlanda               | 518     | 8       | 521     | 5       | 523     | 6       | 496     | 19      | 517     | 6       | 515     | 6       | 527     | 5       |
| Islanda               | 474     | 35      | 482     | 35      | 483     | 35      | 500     | 15      | 484     | 23      | 492     | 20      | 507     | 12      |
| Israel                | 470     | 37      | 479     | 37      | 486     | 32      | 474     | 35      | 439     | 39      | —       | —       | 452     | 29      |
| Italia                | 476     | 32      | 485     | 34      | 490     | 25      | 486     | 27      | 469     | 32      | 476     | 29      | 487     | 21      |
| Japonia               | 504     | 14      | 516     | 8       | 538     | 3       | 520     | 7       | 498     | 14      | 498     | 14      | 522     | 9       |
| Kazahstan             | 387     | 69      | 427     | 54      | 393     | 59      | 390     | 54      | —       | —       | —       | —       | —       | —       |
| Kosovo                | 353     | 74      | 347     | 72      | —       | —       | —       | —       | —       | —       | —       | —       | —       | —       |
| Letonia               | 479     | 29      | 488     | 29      | 489     | 27      | 484     | 28      | 479     | 27      | 491     | 23      | 458     | 28      |
| Liban                 | 353     | 74      | 347     | 73      | —       | —       | —       | —       | —       | —       | —       | —       | —       | —       |
| Lituania              | 476     | 32      | 472     | 39      | 477     | 37      | 468     | 38      | 470     | 31      | —       | —       | —       | —       |
| Luxemburg             | 470     | 37      | 481     | 36      | 488     | 30      | 472     | 36      | 479     | 28      | 479     | 27      | 441     | 30      |
| Macao                 | 525     | 3       | 509     | 12      | 509     | 15      | 487     | 26      | 492     | 20      | 498     | 15      | —       | —       |
| Macedonia de Nord     | 393     | 66      | 352     | 70      | —       | —       | —       | —       | —       | —       | —       | —       | 373     | 37      |
| Malaysia              | 415     | 56      | 431     | 50      | 398     | 56      | —       | —       | —       | —       | —       | —       | —       | —       |
| Malta                 | 448     | 44      | 447     | 44      | —       | —       | —       | —       | —       | —       | —       | —       | —       | —       |
| Maroc                 | 359     | 73      | —       | —       | —       | —       | —       | —       | —       | —       | —       | —       | —       | —       |
| Mexic                 | 420     | 53      | 423     | 58      | 424     | 49      | 425     | 44      | 410     | 42      | 400     | 37      | 422     | 34      |
| Muntenegru            | 421     | 52      | 427     | 55      | 422     | 50      | 408     | 50      | 392     | 48      | —       | —       | —       | —       |
| Norvegia              | 499     | 19      | 513     | 9       | 504     | 20      | 503     | 11      | 484     | 24      | 500     | 12      | 505     | 13      |
| Noua Zeelandă         | 506     | 11      | 509     | 10      | 512     | 11      | 521     | 6       | 521     | 5       | 522     | 5       | 529     | 3       |
| Panama                | 377     | 71      | —       | —       | —       | —       | —       | —       | —       | —       | —       | —       | —       | —       |
| Peru                  | 401     | 64      | 398     | 66      | 384     | 61      | 370     | 57      | —       | —       | —       | —       | 327     | 40      |
| Polonia               | 512     | 10      | 506     | 13      | 518     | 9       | 500     | 14      | 508     | 8       | 497     | 16      | 479     | 24      |
| Portugalia            | 492     | 24      | 498     | 21      | 488     | 31      | 489     | 25      | 472     | 30      | 478     | 28      | 470     | 26      |
| Qatar                 | 407     | 60      | 402     | 64      | 388     | 60      | 372     | 56      | 312     | 51      | —       | —       | —       | —       |
| Regatul Unit          | 504     | 14      | 498     | 22      | 499     | 21      | 494     | 23      | 495     | 16      | 507     | 10      | 523     | 8       |
| Republica Dominicană  | 342     | 76      | 358     | 69      | —       | —       | —       | —       | —       | —       | —       | —       | —       | —       |
| Republica Moldova     | 424     | 50      | 416     | 59      | —       | —       | —       | —       | —       | —       | —       | —       | —       | —       |
| România               | 428     | 47      | 434     | 47      | 438     | 46      | 424     | 45      | 396     | 45      | —       | —       | 428     | 33      |
| Rusia                 | 479     | 29      | 495     | 26      | 475     | 40      | 459     | 40      | 440     | 38      | 442     | 32      | 462     | 27      |
| Serbia                | 439     | 45      | —       | —       | —       | —       | —       | —       | —       | —       | —       | —       | —       | —       |
| Singapore             | 549     | 2       | 535     | 1       | 542     | 2       | 526     | 4       | —       | —       | —       | —       | —       | —       |
| Slovacia              | 458     | 41      | 453     | 43      | 463     | 41      | 477     | 33      | 466     | 33      | 469     | 31      | —       | —       |
| Slovenia              | 495     | 21      | 505     | 14      | 481     | 36      | 483     | 29      | 494     | 19      | —       | —       | —       | —       |
| Spania                | —       | —       | 496     | 25      | 488     | 29      | 481     | 31      | 461     | 34      | 481     | 26      | 493     | 18      |
| Statele Unite         | 505     | 13      | 497     | 24      | 498     | 22      | 500     | 16      | —       | —       | 495     | 18      | 504     | 15      |
| Suedia                | 506     | 11      | 500     | 17      | 483     | 34      | 497     | 17      | 507     | 9       | 514     | 7       | 516     | 10      |
| Taiwan                | 503     | 16      | 497     | 23      | 523     | 8       | 495     | 21      | 496     | 15      | —       | —       | —       | —       |
| Thailanda             | 393     | 66      | 409     | 60      | 441     | 44      | 421     | 46      | 417     | 40      | 420     | 35      | 431     | 31      |
| Trinidad și Tobago    | —       | —       | 427     | 53      | —       | —       | 416     | 47      | —       | —       | —       | —       | —       | —       |
| Tunisia               | —       | —       | 361     | 68      | 404     | 53      | 404     | 52      | 380     | 50      | 375     | 39      | —       | —       |
| Turcia                | 466     | 39      | 428     | 51      | 475     | 39      | 464     | 39      | 447     | 36      | 441     | 33      | —       | —       |
| Țările de Jos         | 485     | 26      | 503     | 15      | 511     | 13      | 508     | 9       | 507     | 10      | 513     | 8       | —       | —       |
| Ucraina               | 466     | 39      | —       | —       | —       | —       | —       | —       | —       | —       | —       | —       | —       | —       |
| Ungaria               | 476     | 32      | 470     | 40      | 488     | 28      | 494     | 24      | 482     | 26      | 482     | 25      | 480     | 23      |
| Uruguay               | 427     | 48      | 437     | 46      | 411     | 51      | 426     | 43      | 413     | 41      | 434     | 34      | —       | —       |
| Vietnam               | —       | —       | 487     | 32      | 508     | 17      | —       | —       | —       | —       | —       | —       | —       | —       |

1. 1 2 3  Pentru China au participat elevi din Shanghai (2009, 2012), Beijing, Shanghai, Jiangsu, Guangdong (2015, 2018)
2. ↑  Rezultatele la lectură din 2018 pentru Spania nu au fost publicate, după ce OCDE a detectat „anomalii” care indicau că elevii au răspuns nefiresc de rapid la întrebări – „în mai puțin de 25 de secunde”[27]

## Istoric
| An   | Domeniu principal | Participanți | Participanți   | Elevi   | Observații |
| An   | Domeniu principal | Membri OCDE  | Țări partenere | Elevi   | Observații |
| ---- | ----------------- | ------------ | -------------- | ------- | --- |
| 2000 | Lectură           | 28           | 4 + 11         | 265.000 | Testele din Țările de Jos au fost descalificate în faza de analiză a datelor. Alte 11 țări non-OCDE au susținut testul în 2002.                                                                            |
| 2003 | Matematică        | 30           | 11             | 275.000 | Testele din Regatul Unit au fost descalificate în faza de analiză a datelor, din cauza ratei scăzute de răspuns. Analiza a inclus și un test de rezolvare a problemelor.                                   |
| 2006 | Științe           | 30           | 27             | 400.000 | Testele de lectură din Statele Unite au fost descalificate în faza de analiză din cauza tipăririi greșite a materialelor de testare.                                                                       |
| 2009 | Lectură           | 34           | 41 + 10        | 470.000 | Alte 10 țări non-OCDE au susținut testul în 2010: Costa Rica, Georgia, India (Himachal Pradesh și Tamil Nadu), Malaezia, Malta, Mauritius, Venezuela (Miranda), Moldova și Emiratele Arabe Unite.          |
| 2012 | Matematică        | 34           | 31             | 510.000 | Pentru prima dată, PISA 2012 a inclus și o evaluare a alfabetizării financiare a tinerilor. |
| 2015 | Științe           | 35           | 37             | 540.000 | PISA 2015 a inclus și o evaluare a alfabetizării financiare a tinerilor, ca domeniu opțional. |
| 2018 | Lectură           | 37           | 42             | 600.000 | Rezultatele la lectură din 2018 pentru Spania nu au fost publicate, după ce OCDE a detectat „anomalii” care indicau că elevii au răspuns nefiresc de rapid la întrebări – „în mai puțin de 25 de secunde”. |
| 2022 | Matematică        | 37           | 44             | 690.000 | Pentru prima dată, gândirea creativă a fost evaluată ca domeniu inovator. PISA 2022 a inclus, de asemenea, o evaluare a alfabetizării financiare a tinerilor, care era opțională pentru țări și economii.  |

## Studii de caz

### China
Participarea Chinei la testul din 2012 a fost limitată la Shanghai, Hong Kong și Macao ca entități separate. În acel an, Shanghai a participat pentru a doua oară, ajungând din nou în fruntea clasamentelor la toate cele trei subiecte, îmbunătățindu-și scorurile comparativ cu testele din 2009. Scorul obținut de Shanghai la matematică, de 613, a fost cu 113 puncte peste scorul mediu, performanța elevilor din Shanghai fiind considerată mai avansată cu aproximativ 3 ani de școală decât cea a elevilor din țările medii. Experții educaționali au dezbătut în ce măsură acest rezultat reflectă calitatea generală a sistemului educațional din China, subliniind că Shanghai are o avere mai mare și profesori mai bine plătiți decât restul Chinei. Hong Kong s-a clasat pe locul al doilea la lectură și științe și pe al treilea la matematică.
Andreas Schleicher, șef de divizie OCDE și coordonator PISA, a declarat că testele PISA administrate în China rurală au produs unele rezultate apropiate de media OCDE. Citând mai multe cercetări OCDE nepublicate, el a spus: „De fapt, am distribuit teste Pisa în 12 provincii din China. Chiar și în unele dintre zonele foarte sărace se obțin performanțe apropiate de media OCDE”. Schleicher a menționat că, în general, China a extins accesul la școală și s-a îndepărtat de învățarea prin memorare, obținând performanțe bune atât în evaluările bazate pe memorare, cât și în evaluările mai ample.
În 2018 provinciile chineze care au participat au fost Beijing, Shanghai, Jiangsu și Zhejiang, iar în 2015, provinciile participante au fost Jiangsu, Guangdong, Beijing și Shanghai. În 2015, elevii participanți din Beijing-Shanghai-Jiangsu-Guangdong au obținut o medie de 518 la științe, în timp ce, în 2012, elevii participanți din Shanghai au obținut o medie de 580.
Criticii PISA susțin că, în Shanghai și în alte orașe chineze, cei mai mulți copii ai lucrătorilor migranți pot frecventa școlile din oraș până în clasa a IX-a, iar apoi trebuie să se întoarcă în orașele natale ale părinților pentru a urma liceul, din cauza restricțiilor hukou, modificând astfel compoziția liceenilor orașului în favoarea familiilor locale mai înstărite. O diagramă a populației din Shanghai reprodusă în The New York Times arată o scădere abruptă a numărului de tineri de 15 ani care locuiesc acolo. Potrivit lui Andreas Schleicher, coordonatorul PISA, 27% dintre tinerii de 15 ani din Shanghai sunt excluși din sistemul școlar (și, prin urmare, de la testare). Pe cale de consecință, procentul tinerilor de 15 ani din Shanghai care au completat testul PISA a fost de 73%, mai mic decât cel de 89% care reprezintă procentul tinerilor de 15 ani testați în SUA.
În 2014, parlamentarul britanic Liz Truss, subsecretar de stat la Departamentul pentru Educație, a condus o vizită de informare în școli și centre de formare a profesorilor din Shanghai. Marea Britanie a intensificat schimburile cu profesorii și școlile chineze pentru a afla cum să îmbunătățească calitatea. În 2014, 60 de profesori din Shanghai au fost invitați în Regatul Unit pentru a împărtăși metodele lor de predare, pentru a sprijini elevii deficitari și pentru a ajuta la formarea altor profesori. În 2016, Marea Britanie a invitat 120 de profesori chinezi, intenționând să adopte stiluri chinezești de predare în 8.000 de școli asistate. Până în 2019, aproximativ 5.000 din cele 16.000 de școli primare din Marea Britanie adoptaseră metodele de predare din Shanghai. Performanța școlilor britanice la testele PISA s-a îmbunătățit după adoptarea stilurilor de predare din China.

### Finlanda
Finlanda, care s-a clasat de mai multe ori pe primul loc la primele teste PISA, a căzut la toate cele trei materii în 2012, dar a rămas țara cu cea mai bună performanță globală din Europa, obținând cel mai bun rezultat la științe cu 545 de puncte (locul 5) și cel mai slab la matematică cu 519 (locul 12), an în care țara a fost depășită de alte patru țări europene. Scăderea la matematică a fost de 25 de puncte față de 2003, ultima dată când matematica a fost domeniul principal al testelor. Pentru prima dată, fetele finlandeze au depășit cu puțin băieții la matematică. A fost, de asemenea, prima dată când elevii din școlile vorbitoare de finlandeză nu au avut performanțe mai bune decât elevii școlilor cu predare în limba suedeză din Finlanda. Fostul ministru al Educației și Științei Krista Kiuru și-a exprimat îngrijorarea pentru scăderea generală, precum și pentru faptul că numărul elevilor cu performanțe slabe a crescut de la 7% la 12%.

### India
India a participat la runda de testare din 2009, dar s-a retras de la testarea PISA din 2012, guvernul indian atribuind acțiunea sa inechității testării PISA pentru elevii indieni. India s-a clasat pe locul 72 din 73 de țări testate în 2009. Cotidianul Indian Express nota: „Ministerul (educației) a concluzionat că a existat o deconectare socio-culturală între întrebări și elevii indieni. Ministerul se va adresa OCDE și va sublinia nevoia de a lua în considerare «mediul socio-cultural» din India. Participarea Indiei la următorul ciclu PISA va depinde de acest lucru". Totuși, Indian Express a mai menționat că „având în vedere că peste 70 de națiuni participă la testele PISA, nu este sigur că s-ar face o excepție pentru India”. India nu a participat la rundele PISA 2012, 2015 și 2018.
Un comitet Kendriya Vidyalaya Sangathan (KVS), precum și un grup de secretari pentru educație constituit de prim-ministrul Narendra Modi au recomandat ca India să participe la testele PISA. În consecință, în februarie 2017, Ministerul Dezvoltării Resurselor Umane a decis să pună capăt boicotului și să participe la PISA din 2020. Pentru a aborda «deconectarea socio-culturală» dintre întrebările de testare și elevi, s-a menționat că OCDE va actualiza unele întrebări, de exemplu, cuvântul avocado dintr-o întrebare va fi înlocuit cu un numele unui fruct indian mai popular, precum mango. Totuși, India nu a participat nici la runda PISA din 2022, invocând perturbările cauzate de pandemia de coronavirus.

### Malaezia
În 2015, OCDE a constatat că rezultatele din Malaezia nu au atins rata maximă de răspuns. Politicianul de opoziție Ong Kian Ming a declarat că ministerul educației a încercat să supraeșantioneze elevii cu performanțe înalte din școlile bogate.

### Suedia
Rezultatele Suediei au scăzut la toate cele trei domenii ale testului din 2012, o continuare a unei tendințe din 2006 și 2009. Cea mai puternică scădere a performanței a fost înregistrată la matematică, cu o scădere a scorului de la 509 în 2003 la 478 în 2012. Scorul la lectură a înregistrat o scădere de la 516 în 2000 la 483 în 2012. Țara a avut performanțe sub media OCDE la toate cele trei materii. Liderul Partidului Social Democrat Suedez și al opoziției, Stefan Löfven, a descris situația drept „criză națională”, subliniind că tendința de scădere la lectură este cea mai gravă.
În 2020, ziarul suedez Expressen a dezvăluit că Suedia și-a „umflat” scorurile PISA 2018 neconformându-se cu standardele OCDE. Potrivit profesorului Magnus Henrekson, un număr mare de elevi născuți în străinătate nu fuseseră testați. Potrivit unui articol de la Sveriges Radio, scorurile slabe ale copiilor imigranți sunt o cauză semnificativă a scăderii recente a scorurilor suedeze la testele Pisa.

### Regatul Unit
La testul din 2012, ca și în 2009, rezultatul a fost ușor peste medie pentru Regatul Unit, scorul pentru științe fiind cel mai bun (locul 20). Anglia, Țara Galilor, Scoția și Irlanda de Nord au participat și ele ca entități separate, cel mai slab rezultat fiind obținut de Țara Galilor, care la matematică s-a clasat pe locul 43 din cele 65 de țări/economii. Ministrul Educației din Țara Galilor Huw Lewis și-a exprimat dezamăgirea față de rezultate, a spus că nu au existat „remedieri rapide”, dar și-a exprimat speranța că mai multe reforme educaționale care au fost implementate în ultimii ani „vor da rezultate mai bune în runda următoare de teste”. Regatul Unit a avut un decalaj mai mare față de medie între elevii cu scoruri ridicate și cei cu scoruri scăzute. A existat o mică diferență între școlile publice și cele private atunci când valorile au fost ajustate pentru mediul socio-economic al elevilor. Diferența de gen în favoarea fetelor a fost mai mică decât în majoritatea țărilor, la fel și diferența dintre nativi și imigranți.
Într-un articol publicat la 3 decembrie 2013 de Daily Telegraph, Ambrose Evans-Pritchard a avertizat să nu se pună prea mult accent pe locul Regatului Unit în clasamentul internațional, argumentând că o concentrare excesivă asupra performanțelor școlare din Asia de Est se poate să fi contribuit la valoarea scăzută a ratei natalității în zonă, despre care a susținut că ar putea afecta performanța economică în viitor mai mult decât ar însemna obținerea unui scor bun la testarea PISA. În 2013, săptămânalul britanic Times Educational Supplement a publicat un articol scris de William Stewart și intitulat „Este testul PISA fundamental defectuos?”, care detaliază criticile serioase asupra bazelor conceptuale ale PISA și metodelor avansate de statisticienii din universitățile importante. În articol, profesorul Harvey Goldstein de la Universitatea din Bristol a fost citat spunând că atunci când OCDE încearcă să excludă întrebările suspectate de părtinire, aceasta poate avea ca efect „atenuarea” diferențelor cheie între țări, ceea ce „omite multe dintre lucrurile importante. Pur și simplu acestea nu sunt comentate. Rezultatele la care vă uitați sunt ceva ce se întâmplă să fie obișnuit. Dar merită să vă uitați? Rezultatele PISA sunt considerate ca oferind un fel de standard comun pentru toate țările. Dar de îndată ce începi să analizezi detaliile, cred că totul se prăbușește”.
Dr. Hugh Morrison de la Queen's University Belfast a declarat că a descoperit că modelul statistic care stă la baza PISA conține o eroare matematică fundamentală, insolubilă, care face ca clasamentul Pisa să fie „fără valoare”. Harvey Goldstein a remarcat că obiecția lui Morrison evidențiază „o problemă tehnică importantă”, dacă nu o „eroare conceptuală profundă”. Cu toate acestea, Goldstein a avertizat că PISA a fost „utilizat în mod necorespunzător”, susținând că o parte din vina pentru acest lucru „este a PISA însuși. Cred că tinde să spună prea multe pentru ceea ce poate face și tinde să nu facă publice aspectele negative sau mai slabe”. Profesorii Morrison și Goldstein și-au exprimat consternarea față de răspunsul OCDE la critici. Morrison a spus că atunci când și-a publicat pentru prima dată criticile la adresa PISA în 2004 și, de asemenea, când i-a întrebat personal pe mai mulți dintre „oamenii importanți” ai OCDE despre acestea, întrebările sale au fost întâmpinate cu „tăcere absolută” și încă nu au fost abordate. „Am fost uimit de cât de neprevăzători au fost”, a spus el. „Asta mă face să fiu bănuitor. PISA a ignorat cu cerbicie multe dintre aceste probleme”, spune el. „Sunt încă îngrijorat”. Profesorul Svend Kreiner de la Universitatea din Copenhaga a fost de acord: „Una dintre problemele pe care toată lumea le are cu PISA este că nu vor să discute cu cei care critică sau pun întrebări cu privire la rezultate. Nu vor să vorbească cu mine și sunt sigur că e din cauză că nu se pot apăra.

### Statele Unite

#### Rezultatele PISA pentru Statele Unite 2012, 2015
Începând cu anul 2012, câteva state americane au participat la testele PISA ca entități separate și doar rezultatele din 2012 și 2015 sunt disponibile la nivel național. Puerto Rico a participat în 2015 ca o entitate separată din SUA.
| Massachusetts       | 514 |
| Connecticut         | 506 |
| Medie națională SUA | 481 |
| Florida             | 467 |

| Massachusetts       | 527 |
| Connecticut         | 521 |
| Medie națională SUA | 497 |
| Florida             | 485 |

| Massachusetts       | 527 |
| Connecticut         | 521 |
| Medie națională SUA | 498 |
| Florida             | 492 |

| Massachusetts       | 500 |
| Carolina de Nord    | 471 |
| Medie națională SUA | 470 |
| Puerto Rico         | 378 |

| Massachusetts       | 529 |
| Carolina de Nord    | 502 |
| Medie națională SUA | 496 |
| Puerto Rico         | 403 |

| Massachusetts       | 527 |
| Carolina de Nord    | 500 |
| Medie națională SUA | 497 |
| Puerto Rico         | 410 |

#### Rezultatele PISA pentru Statele Unite după rasă și etnie
| Domeniu         |
| An              |
| --------------- |
| Asiatici        |
| Albi            |
| Medie națională |
| Multirasiali    |
| Hispanici       |
| Alții           |
| Negri           |

| Matematică | Matematică | Matematică | Matematică | Matematică | Matematică | Matematică |
| 2018       | 2015       | 2012       | 2009       | 2006       | 2003       |            |
| ---------- | ---------- | ---------- | ---------- | ---------- | ---------- | ---------- |
| 539        | 498        | 549        | 524        | 494        | 506        |            |
| 503        | 499        | 506        | 515        | 502        | 512        |            |
| 478        | 470        | 481        | 487        | 474        | 483        |            |
| 474        | 475        | 492        | 487        | 482        | 502        |            |
| 452        | 446        | 455        | 453        | 436        | 443        |            |
| —          | 423        | 436        | 460        | 446        | 446        |            |
| 419        | 419        | 421        | 423        | 404        | 417        |            |

| Științe | Științe | Științe | Științe | Științe | Științe |
| 2018    | 2015    | 2012    | 2009    | 2006    |         |
| ------- | ------- | ------- | ------- | ------- | ------- |
| 551     | 525     | 546     | 536     | 499     |         |
| 529     | 531     | 528     | 532     | 523     |         |
| 502     | 496     | 497     | 502     | 489     |         |
| 502     | 503     | 511     | 503     | 501     |         |
| 478     | 470     | 462     | 464     | 439     |         |
| 462     | 439     | 465     | 453     | —       |         |
| 440     | 433     | 439     | 435     | 409     |         |

| Lectură | Lectură | Lectură | Lectură | Lectură | Lectură | Lectură | Lectură |
| 2018    | 2015    | 2012    | 2009    | 2006    | 2003    | 2000    |         |
| ------- | ------- | ------- | ------- | ------- | ------- | ------- | ------- |
| 556     | 527     | 550     | 541     | —       | 513     | 546     |         |
| 531     | 526     | 519     | 525     | —       | 525     | 538     |         |
| 505     | 497     | 498     | 500     | —       | 495     | 504     |         |
| 501     | 498     | 517     | 502     | —       | 515     | —       |         |
| 481     | 478     | 478     | 466     | —       | 453     | 449     |         |
| 448     | 443     | 443     | 441     | —       | 430     | 445     |         |
| 440     | 438     | 462     | —       | 456     | 455     | —       |         |

### România
România, având statutul de membru al Uniunii Europene, de observator și viitor membru OCDE, participă la Programul Internațional OCDE - PISA din anul 2000 (ca țară PISA+), ciclurile de participare de până acum fiind: PISA 2006, PISA 2009, PISA 2012, PISA 2015, PISA 2018 și PISA 2022. Începând cu ciclul de testare PISA 2022, România administrează testele în format digitalizat. Rezultatele PISA sunt raportate la nivel de domeniu principal - lectură/ matematică/ științe, iar scorurile la diferitele domenii sunt prezentate separat, fără a fi combinate.
În anul 2018, România s-a clasat pe locul 47 la lectură, pe locul 52 la matematică și pe locul 55 la științe, dintr-un total de 79 de țări care au participat la testare. Însă, numărul de țări care au furnizat date valide care au putut fi incluse în raportul internațional a fost de 77 pentru domeniul lectură și de 78 pentru domeniile matematică și științe.
În anul 2022, scorurile medii obținute de elevii români în 2022 a fost identice, de 428 de puncte, la toate cele 3 domenii investigate - matematică, lectură și științe. Mediile OCDE, respectiv UE, la matematică au fost de 472, la lectură, media OCDE a fost de 476 iar media UE a fost de 469, iar la științe, media OCDE a fost de 485 iar media UE a fost de 481. Astfel, România s-a clasat pe locul 45 la lectură și matematică și pe locul 48 la științe, dintr-un total de 81 de țări și teritorii care au participat la testare.
| 2006 |
| 2009 |
| 2012 |
| 2015 |
| 2018 |
| 2022 |

| 415 |
| 427 |
| 445 |
| 444 |
| 430 |
| 428 |

| 42 |
| 42 |
| 42 |
| 46 |
| 52 |
| 45 |

| 418 |
| 428 |
| 439 |
| 435 |
| 426 |
| 428 |

| 45 |
| 43 |
| 46 |
| 50 |
| 55 |
| 48 |

| 396 |
| 424 |
| 438 |
| 434 |
| 428 |
| 428 |

| 45 |
| 45 |
| 46 |
| 47 |
| 47 |
| 45 |

La fel ca edițiile anterioare, PISA 2022 arată că elevii români avantajați din punct de vedere social, economic și cultural (primii 25% în ceea ce privește statutul) au obținut performanțe superioare elevilor dezavantajați (cei 25% de jos), diferența fiind de 132 de puncte la matematică. De asemenea, între 2012 și 2022, decalajul de performanță la matematică corelat cu statutul socio-economic s-a extins în România, în timp ce decalajul mediu în țările OCDE a rămas stabil. În ultimul deceniu (2012-2022), la matematică se înregistrează o scădere de 17 puncte, însă în celelalte domenii, lectură, respectiv științe, nu se constată diferențe. Se observă un decalaj major (90 de puncte diferență) între performanța la matematică a elevilor din școlile din mediul urban față de cei din școlile din mediul rural. Diferența se menține și pentru lectură (93 de puncte) și este ceva mai mică pentru științe (84 de puncte).
Rezultatele PISA legate de performanța academică au pus în evidență faptul că sistemul este vulnerabil în ceea ce privește gestionarea elevilor cu performanțe scăzute. Cel mai amplu demers național de schimbare educațională este proiectul România Educată, proiect care are în vedere curriculumul si evaluarea centrate pe competențe, alfabetizarea funcțională, promovarea educației STEAM (științe, tehnologie, inginerie, arte și matematică), educație incluzivă de calitate pentru toți copiii, reziliență, cariera didactică și parcursul profesional, infrastructura sistemului de educație, digitalizare, managementul și guvernanța sistemului de educație. Deși România Educată vizează un orizont mai îndepărtat - anul 2030, în perioada 2018-2020 au fost făcuți pași importanți. Prin Programul Uniunii Europene de Sprijin pentru Reformele Structurale (SRSS), în colaborare cu OCDE, s-au conceput documente vizând politici publice cu privire la cariera didactică, managementul educațional, echitatea și educația timpurie. Un alt proiect relevant este Proiectul privind Învățământul Secundar (Romania Secondary Education Project – ROSE), din Programul Național al Ministerului Educației Sprijin la bacalaureat, acces la facultate, care și-a propus să îmbunătățească tranziția de la liceu la facultate și să crească gradul de retenție în primul an universitar în instituțiile de învățământ finanțate în cadrul proiectului. Proiectul Curriculum relevant, educație deschisă pentru toți (CRED) care a presupus inclusiv elaborarea și aprobarea unor politici educaționale pentru proiectarea, actualizarea, implementarea și evaluarea Curriculumului național, cu accent pe educația pe tot parcursul vieții, pe dezvoltarea competențelor elevilor și pe nevoile și interesele acestora, rămâne relevant prin aceea că a pus la dispoziție repere pentru continuarea demersurilor în privința dezvoltărilor curriculare viitoare. Asigurarea echității în educație și reducerea abandonului școlar s-au aflat, de asemenea, în mod sistematic, în centrul unor multiple proiecte precum Crearea și implementarea serviciilor comunitare integrate pentru combaterea sărăciei și a excluziunii sociale, Dezvoltarea unui plan de acțiune și a unei metodologii pentru colectarea de date în vederea prevenirii părăsirii școlii în România, programul guvernamental național Rechizite școlare, programul Euro 200, programul Masa caldă, programul Transportul gratuit al elevilor, programul Bani de liceu, Programul național de activități remediale pentru elevi, programul Școală după Școală, Mecanismul de Avertizare Timpurie în Educație (MATE) etc. Astfel de inițiative urmăresc diminuarea dezavantajelor generate de statutul socioeconomic al elevilor, ceea ce ar trebui să creeze premisele unei descreșteri a decalajului de performanță asociat statutului socioeconomic.
Ciclul de testare 2023-2025 este intitulat PISA 2025, întrucât 2025 este anul în care se va realiza testarea principală. Pentru PISA 2025, știința reprezintă domeniul principal, iar domeniul inovator este învățarea în lumea digitală (LDW). Pe lângă domeniile principale și cel inovator, PISA oferă și evaluarea unui domeniu opțional, care, pentru PISA 2025, este reprezentat de evaluarea la limbă străină – engleză. Pentru prima dată, România va participa la PISA 2025 – opțiuni internaționale: chestionarul TIC pentru elevi, chestionarul pentru părinți, chestionarul pentru profesorii de științe, evaluarea la limbă străină – engleză, chestionarul pentru profesorii de limba engleză.

### Republica Moldova
Republica Moldova a participat la testările PISA 2009+, PISA 2015, PISA 2018, PISA 2022. În anul 2022, pentru prima dată, elevii moldoveni au susținut testarea PISA pe calculator. 
La prima participare a Republicii Moldova, în testarea PISA 2009+, diferențele dintre media OCDE și media Republicii Moldova au fost de 99 de puncte la matematică, 105 puncte la lectură și 88 de puncte la științe. Diferențele s-au micșorat semnificativ pe parcursul următoarelor cicluri de testare PISA. Astfel, în testarea PISA 2022, diferențele dintre media OCDE și media Republicii Moldova a fost de 58 de puncte la matematică (diferența s-a diminuat cu 41 de puncte comparativ cu testarea PISA 2009), 65 de puncte la lectură (s-a diminuat cu 40 de puncte comparativ cu testarea PISA 2009), 68 de puncte la științe (s-a diminuat cu 20 de puncte comparativ cu testarea PISA 2009). Comparativ cu diferențele înregistrate în testarea PISA 2018, se constată că în PISA 2022, la matematică, diferența dintre media OCDE și media Republicii Moldova s-a diminuat cu 10 puncte, la lectură nu s-a schimbat semnificativ (o creștere cu 2 puncte), iar la științe diferența a crescut cu 7 puncte.
În testarea PISA 2022, punctajele medii obținute de elevii din Republica Moldova la domeniile matematică, lectură și științe sunt de 414 puncte, 411 puncte și respectiv, 417 puncte. Comparativ cu punctajele medii înregistrate în testarea PISA 2018, se constată că la matematică punctajul mediu a scăzut cu 7 puncte, la lectură cu 13 puncte, iar la științe cu 11 puncte. 
| 2009 |
| 2015 |
| 2018 |
| 2022 |

| 397 |
| 420 |
| 421 |
| 417 |

| —  |
| 52 |
| 55 |
| 50 |

| 413 |
| 428 |
| 428 |
| 417 |

| —  |
| 53 |
| 52 |
| 51 |

| 388 |
| 416 |
| 424 |
| 411 |

| —  |
| 59 |
| 50 |
| 51 |

## Critici

### Cercetări privind posibilele cauze ale disparităților PISA în diferite țări
Deși oficialii și cercetătorii PISA și TIMSS [Tendințe în studiul internațional de matematică și știință[en] (Trends in International Mathematics and Science Study)] se abțin, în general, să emită ipoteze cu privire la diferențele mari și stabile în performanța elevilor între țări, începând cu anul 2000, a apărut literatura privind diferențele dintre rezultatele PISA și TIMSS și posibilele cauze ale acestora. Pentru numeroși cercetători, datele PISA au constituit sursa pentru cărțile și articolele publicate având ca tematică relația dintre rezultatele elevilor, dezvoltarea economică, democratizare și sănătate, precum și analiza rolurilor unor factori educaționali unici precum examenele cu miză mare, prezența sau absența școlilor private și efectele și momentul evaluării abilităților.

### Comentarii privind acuratețea testării
David Spiegelhalter de la Universitatea Cambridge a scris: „PISA prezintă o anumită incertitudine în scoruri și clasamente, de exemplu poziția Regatului Unit între cele 65 de țări din clasament se spune că este între 23 și 31. Nu este înțelept ca țările să dezvolte politici educaționale pe baza rezultatelor obținute la testele PISA, așa cum au făcut Germania, Norvegia și Danemarca după ce s-au descurcat prost în 2001".
Potrivit unui articol de opinie din Forbes, unele țări și teritorii precum China, Hong Kong, Macao și Argentina selectează participanți la testele PISA doar din zonele cel mai bine educate sau elevii cu cele mai bune performanțe, manipulând rezultatele.
Într-o scrisoare deschisă adresată directorului PISA Andreas Schleicher în 2014, numeroase cadre universitare și educatori din mai multe țări au susținut că „testele OCDE și PISA dăunează educației la nivel mondial”.
Potrivit cotidianului O Estado de São Paulo, rezultatele din Brazilia arată o mare diferență atunci când se analizează diferențele dintre rezultatele obținute de școlile publice și private, școlile publice clasându-se mai slab decât Peru, în timp ce școlile private s-ar clasa mai bine decât Finlanda.